# Ekeberg
Ekeberg (ve středověku nazývaný Eikaberg, "Dubová hora") je výšina na jihovýchodním předměstí Osla. Temeno tvoří plató v nadmořské výšce 140 metrů zvané Ekebergsletta, nejvyšším bodem je Brannfjell s nadmořskou výškou 204 metrů. Západní svahy (Ekebergskråningen) klesají k vodám Oslofjordu, severní sráz (Ekebergskrenten) spadá k údolí řeky Alny (Lodalen). Lesem a přírodním parkem pokryté svahy tvoří městskou rekreační zónu, holé plató pak slouží coby sportoviště. Nejvýznamnější sportovní událostí je Norway Cup, turnaj dorostenců v kopané.
Výšina proslula stopami osídlení od nejstarší doby kamenné do doby bronzové i jako místo, z něhož Edvard Munch namaloval obraz Výkřik. V roce 1864 zde probíhala měření v rámci projektu určení míry zakřivení zemského povrchu v Evropě (Mitteleuropäische Gradmessung), což připomíná pilíř s geodetickou značkou. Roald Amundsen zde v roce 1926 během cesty z Itálie na Svalbard zakotvil se svou vzducholodí Norge. (Základy speciálně zkonstruovaného stožáru lze vidět na severním konci parku.) Součástí parku je i množství soch a instalací moderního a současného umění a archeologická naučná stezka.
Oblast je dobře dostupná tramvajovými linkami č. 13 a 19 z dopravního uzlu Nationaltheatret. Od zastávky Oslo Hospital stoupá příkrá archeologická naučná stezka, od zastávky Ekebergparken poměrně mírnější vycházková cesta do sochařského parku a k výletní restauraci.

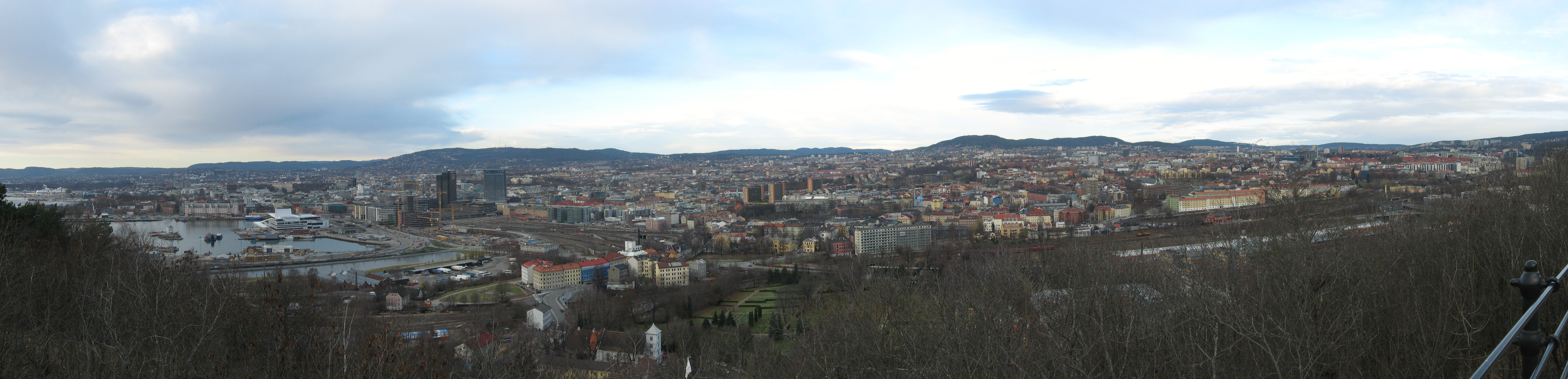
Pohled na panorama centra Osla ze severozápadního svahu Ekebergu, rok 2008.

## Přírodní poměry
Město Oslo leží především v příkopové propadlině (Oslo graben) tvořeném paleozoickými usazeninami (kambrium, ordovik, silur) a vyvřelinami z doby na rozhraní permu a karbonu, obklopeném prekambrickými usazeninami, tvořícími mj. Ekeberg. Všechny mladší vrstvy byly ledovcem ze Skandinávie odhrnuty a tak jsou prvohorní (a starší) vrstvy Baltského štítu kryty jen nejmladšími kvartérními depozicemi.

## Historie

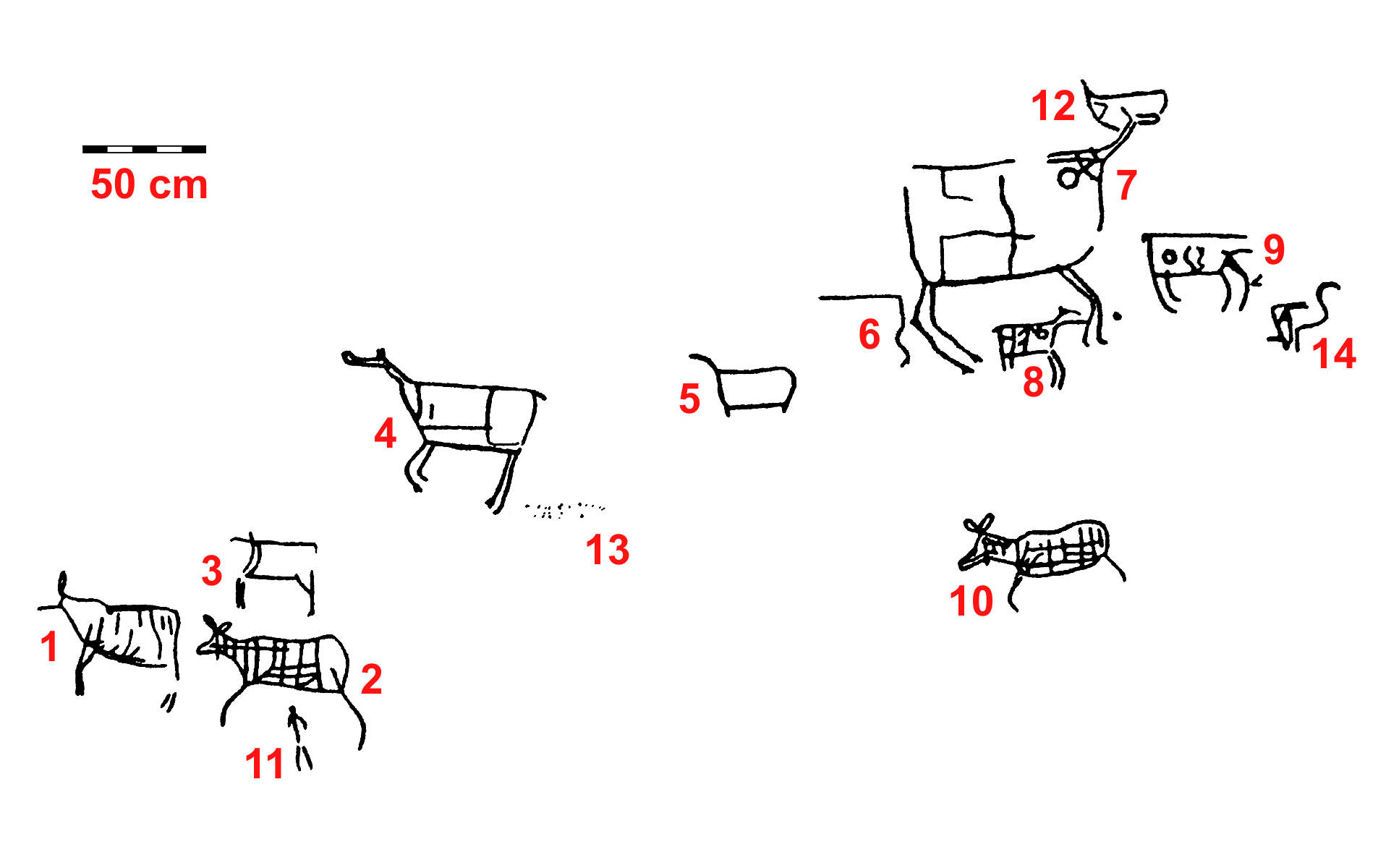
Petroglyfy poblíž Námořni akademie (Sjømannsskolen) na Ekebergu. Lovecká scéna. 1–10. elen, 11. člověk, 12. pták, 13–14. nerozpoznatelné.

Ekeberg je jedno z nejstarších osídlených míst v okolí Osla, archeologický výzkum objevil známky osídlení starší deseti tisíců let. Po ústupu ledovce se Skandinávský poloostrov začal zvedat (v maximu v mezolitu až o 13 mm za rok; dnes průměrně o 4 mm ročně). Poněvadž se lidé přednostně drželi pobřeží, jsou i stopy po jejich pobytu nacházeny od nejstarších k nejmladším ve směru od temene výšiny k jejímu úpatí.
8 400 př. n. l. – Temeno kopce (Ekebergsletta) se vynořilo coby ostrov z vln Skagerraku. Přítomnost prvních průzkumníků dokládají nálezy úlomků pazourku na severním svahu západní části kopce.
8 000 př. n. l. – Návštěvu lovců prozradil nález několika opracovaných kamenných předmětů na jižních svazích Ekebergu.
7 200 př. n. l. – Mezolit. Ledovec již zcela zmizel. Tlupa lovců táhnoucí podél pobřeží se utábořila, patrně jen krátce, za účelem opravy zbraní a nástrojů, asi 50 metrů jižně od dnešní restaurace (Ekebergrestauranten). (V místě nálezu byla v moderní době vztyčena umělecká instalace Ekeberg Pavilion.)

5 000 př. n. l. – Skandinávský mezolit, fáze Nøstvet (Nøstvet phase). Materiál na výrobu kamenných nástrojů, dolerit, patrně těžen v jižní části Ekebergu (Ekebergveien)

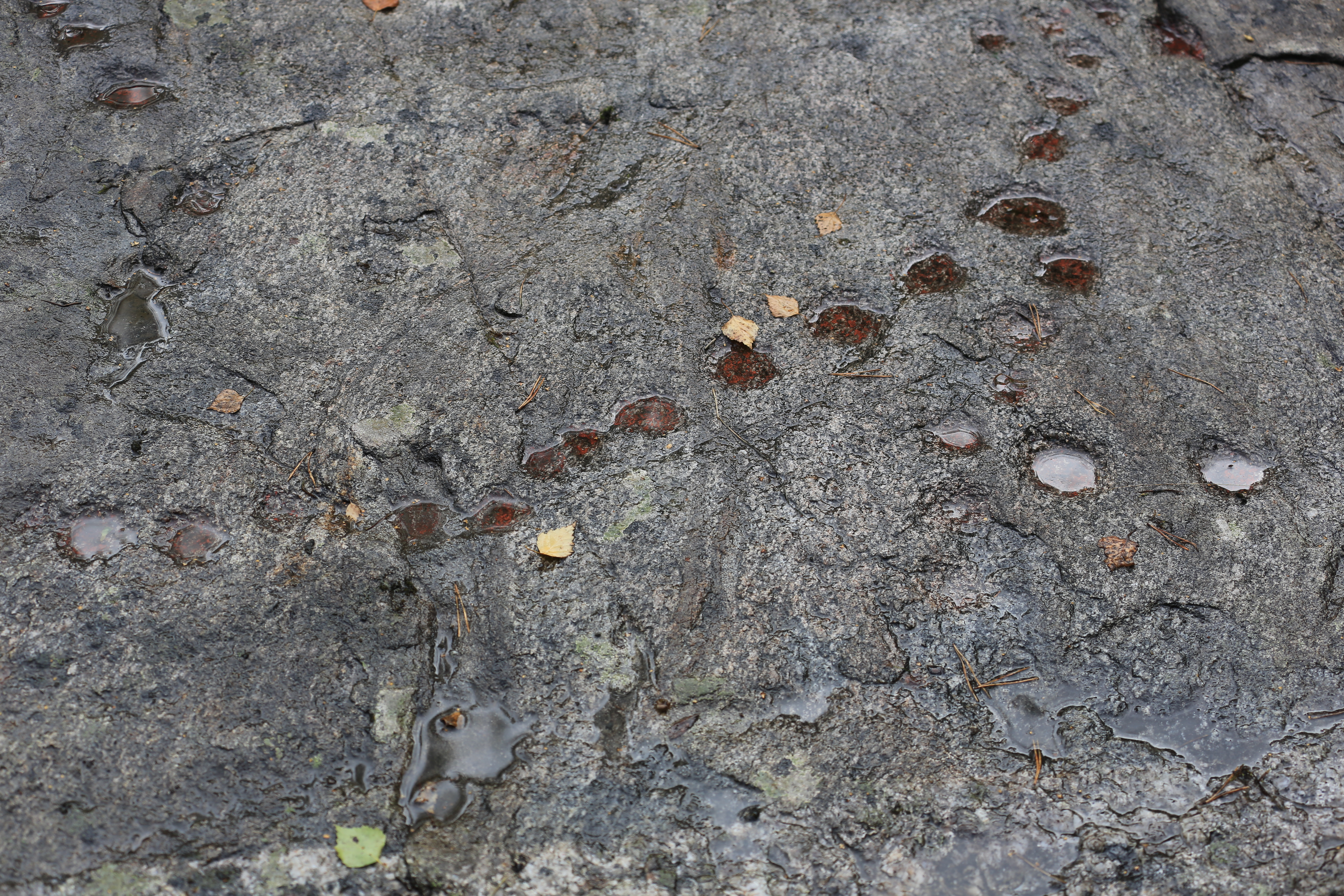
"Misky" na Ekebergu.

3 500 př. n. l. – Místní neolitici mají kontakt se zemědělci jižní Skandinávie, odkud získávají keramiku kultury nálevkovitých pohárů, zůstávají však nadále lovci a sběrači. Tábořiště odkryto v oblasti Familiedalen (okolí dnešní ulice Karlsborgveien) na jihozápadním svahu Ekebergu, nalezeny v něm pazourkové hroty šípů a petroglyfy. Dnes je toto místo asi 50 metrů nad mořskou hladinou, tehdy však leželo na pobřeží.
2 500 př. n. l. – Přibližně z této doby pocházejí nálezy skandinávské chalkolitické "kultury válečných seker" (Battle Axe culture – nordická obdoba kultury šňůrové keramiky), především typické umně zpracované hlavice kamenných seker. Různé druhy seker, pocházející z různých kulturních okruhů, dokládají existenci obchodních vztahů napříč Skandinávií.

1 000 – 500 př. n. l. – Patrně po zemědělcích zbyly kamenné meze a zbytky stavby v severozápadním rohu náhorní plošiny. 

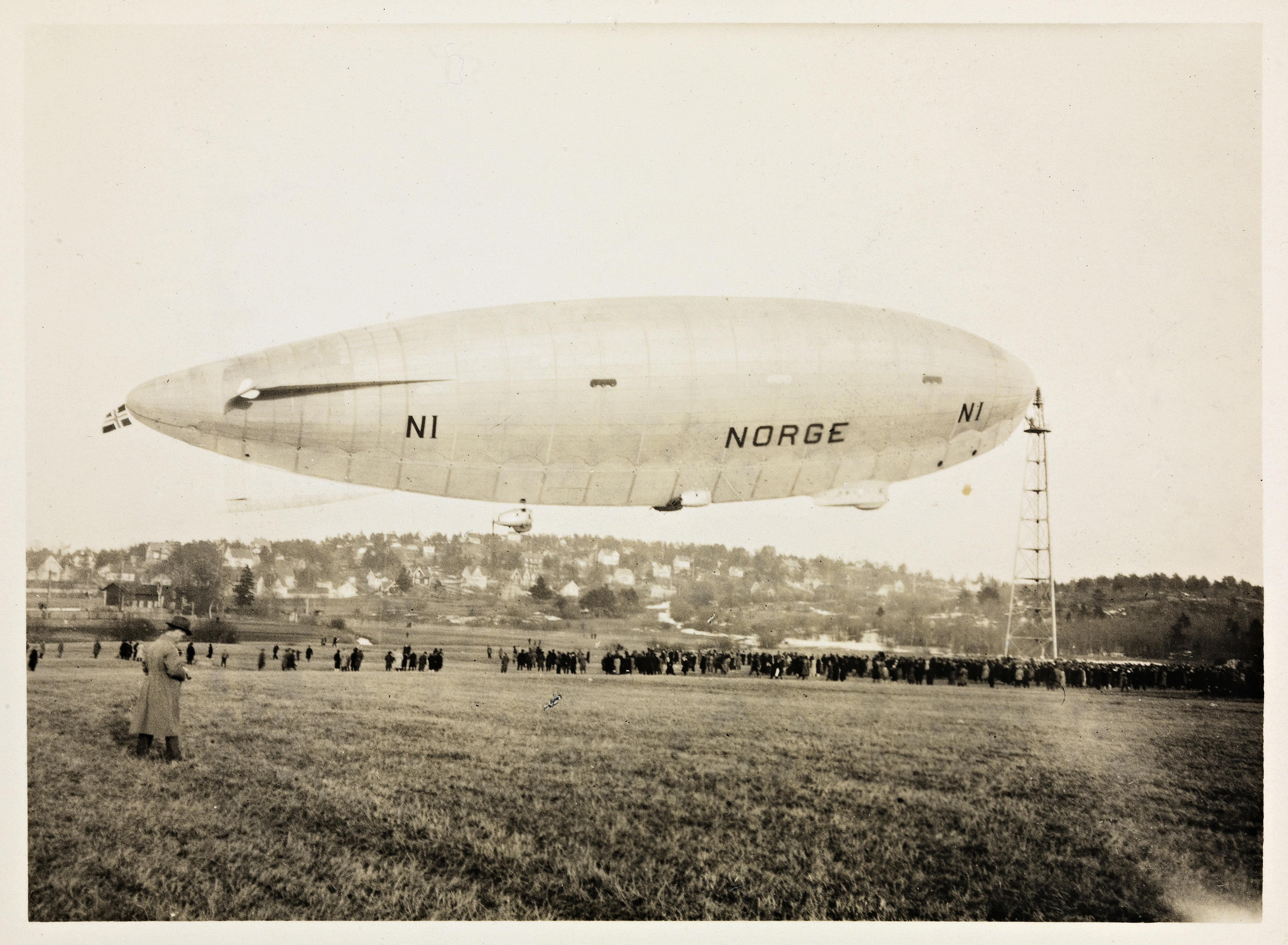
Vzducholoď Norge na Ekebergu, 1926.

500 – 900 n. l. – Nejspíše z této doby pochází kolem 230 do skály vytesaných misek a přibližně 60 pohřebních mohyl.
900 – 1500 n. l. – Z této doby je zmiňována Ekeberská usedlost, spadající do majetku Hovedøyského opatství. Je možné, že se jednalo o dva statky na různých místech Ekebergu.
21. dubna 1240 – Bitva u Osla mezi králem Håkonem Håkonssonem a vévodou Skule Bårdssonem. Král se svými Birkebeinery připlul po moři a přistál u Eikabergstøa (dnešní Kongshaven nebo jeho blízké okolí) pod Ekebergskråningen (západní svahy Ekebergu). Odtud zaútočil na město. Vévoda s družinou sta mužů uprchl .
1537 – Ekeberský statek připadá králi.

18. května 1567 – Epizoda Severské sedmileté války: Na mírně svažité, západně orientované části plató zvané Svenskesletta se pravděpodobně odehrála krvavá bitva, ve které Švédové porazili Nory. 

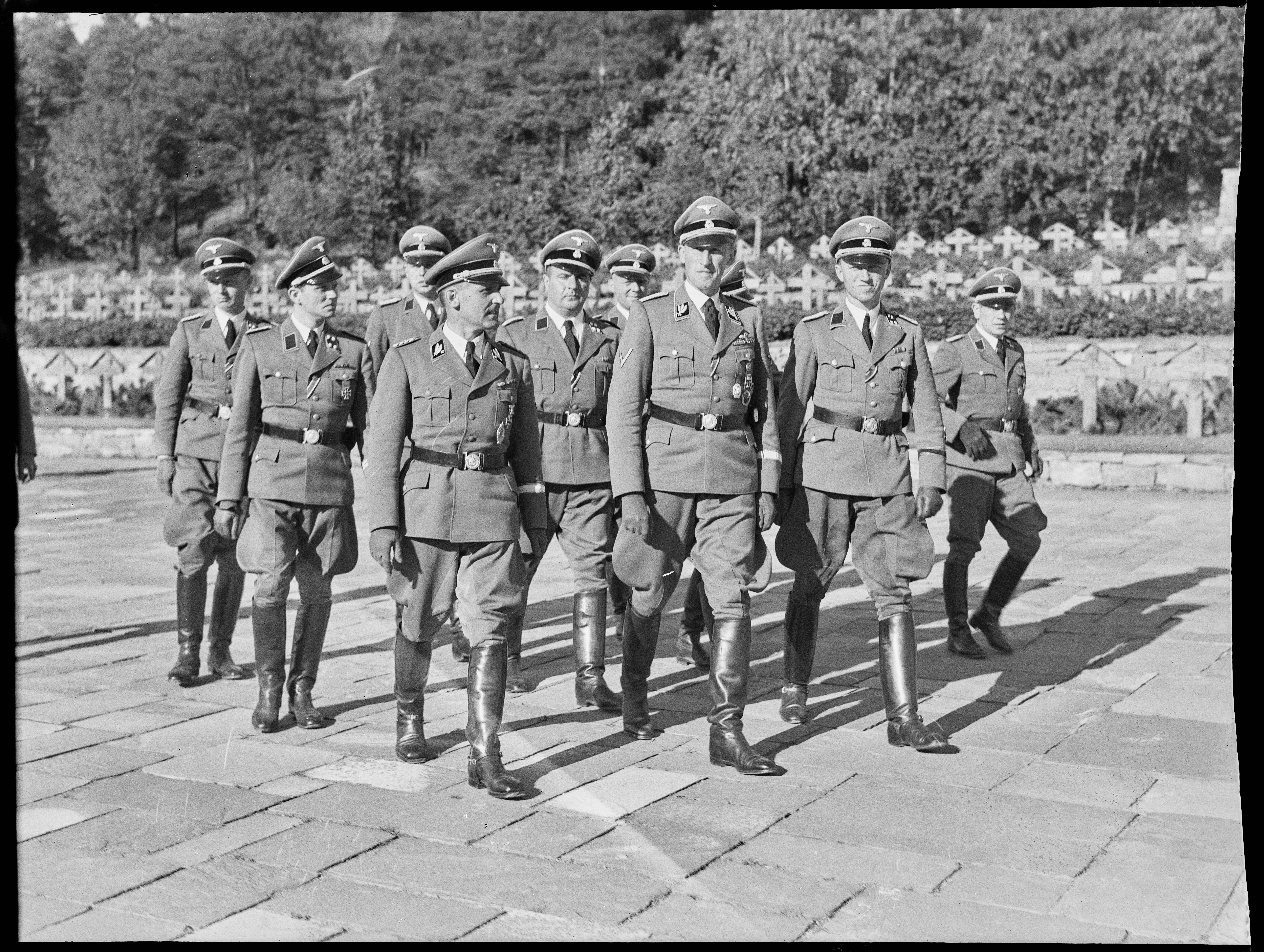
Reinhard Heydrich během návštěvy německého vojenského hřbitova na Ekebergu, 1941.

1889 – Ekeberg koupen městem s podporou dělnického hnutí Christiania Arbeidersamfund. Cílem bylo umožnit dělníkům z továrnami zakouřeného údolí na východním okraji města odpočinout si v zalesněném přírodním parku, podobně, jako západnímu předměstí sloužil Holmenkollen.
1917 – Otevřena funkcionalistická restaurace Ekeberg.
14. dubna 1926 – Na speciálním kotevním stožáru na pláni Ekebergu přistává vzducholoď Norge.
1940 – 1945 – Nacistická okupace. Z obavy před vzdušným výsadkem bylo přes plató položeno minové pole. Na západních svazích byl v roce 1940 vybudován německý čestný hřbitov pro padlé německé vojáky, včetně mrtvých z potopení Blücheru. Hřbitov byl po válce přesunut do Alfasetu.
2013 – Po rekonstrukci se otevírá Ekebergparken jako kombinace veřejného přírodního parku a instalace špičkového světového umění.

## Pohřebiště
Na vrcholu Ekebergu leží pravěké pohřebiště sestávající z několika mohyl, kamenné řady, kamenného kruhu a kameny vytyčeného obrysu lodi. Zvyk pohřbívání do mohly přišel do Skandinávie v době bronzové a udržel se až do nástupu křesťanství. Archeologický průzkum na Ekebergu neproběhl, ale podle tvaru mohyl se usuzuje, že byly postaveny v rané době železné.
Kamenný kruh patrně původně sestával ze sedmi kamenů, dnes zde zůstaly čtyři. Obrys lodi byl poničen za Druhé světové války a po ní byl obnoven s využitím nových kamenů.
Skrz pohřebiště vede turistická stezka.

## Sochy
26. září 2013 byla slavnostně otevřena sbírka moderního a současného umění pod širým nebem. Vznik inicioval a financoval mecenáš Christian Ringnes (ročník 1954). Takto upravená část parku se nachází v blízkosti restaurace a zaujímá plochu cca 10 hektarů. Při vernisáži již bylo instalováno 31 soch z plánovaných 80. V roce 2023 už jich je 46.
| #  | název               | originální název                                  | autor                 | rok     | typ                                   |
| -- | ------------------- | ------------------------------------------------- | --------------------- | ------- | ------------------------------------- |
| 1  |                     | Levitating woman                                  | Matt Johnson          | 2013    | bronz                                 |
| 2  |                     | Venus de Milo Aux Tiroirs                         | Salvador Dalí         | 1964    | bronz                                 |
| 3  |                     | Cariatide tombée à l’urne                         | Auguste Rodin         | 1880–81 | bronz                                 |
| 4  |                     | Nue Sans Draperie                                 | Aristide Maillol      | 1921    | bronz                                 |
| 5  |                     | Reflections                                       | Guy Buseyne           | 2006    | bronz                                 |
| 6  |                     | Indre rom VI – Livsløpet                          | Per Inge Bjørlo       | 2013    | nerezová ocel                         |
| 7  |                     | Still life with a Landscape (Model for a habitat) | Sarah Sze             | 2011–12 | nerezová ocel a dřevo                 |
| 8  |                     | Cognitive & Dissonance                            | Tony Oursler          | 2010–13 | projekce v korunách stromů            |
| 9  |                     | Eva                                               | Auguste Rodin         | 1881    | bronz                                 |
| 10 |                     | La Grande Laveuse                                 | Pierre-Auguste Renoir | 1917    | bronz                                 |
| 11 |                     | Venus Victrix                                     | Pierre–Auguste Renoir | 1914–16 | bronz                                 |
| 12 | Muž a žena, adorace | Mann og kvinne, Adorasjon                         | Gustav Vigeland       | 1908    | bronz                                 |
| 13 |                     | Deep Cream Maradona                               | Sarah Lucas           | 2016    | bronz                                 |
| 14 |                     | Marilyn Monroe                                    | Richard Hudson        | 2002    | nerezová ocel                         |
| 15 |                     | Ekeberg Pavilion                                  | Dan Graham            | 2013    | instalace – sklo, kov a kámen         |
| 16 |                     | We Come in Peace                                  | Huma Bhabha           | 2018    | bronz                                 |
| 17 |                     | Nordic Hiplights                                  | Pipilotti Rist        | 2022    | instalace – osvětlení a spodní prádlo |
| 18 |                     | Cliff Sappho                                      | Jenny Holzer          | 2013    | rytina sapfických básní do kamene     |
| 19 |                     | Dilemma                                           | Elmgreen & Dragset    | 2017    | bronz a nerezová ocel                 |
| 20 |                     | Air Burial (Oslo)                                 | Roni Horn             | 2019    | sklo                                  |
| 21 | Matka a dítě        | Mor og barn                                       | Per Ung               | 1993    | bronz                                 |
| 22 |                     | Sturm und Drang                                   | Jake & Dinos Chapman  | 2014    | bronz                                 |
| 23 |                     | Anatomy of an Angel                               | Damien Hirst          | 2008    | mramor                                |
| 24 |                     | Walking Woman                                     | Sean Henry            | 2010    | malovaný bronz                        |
| 25 |                     | Open book                                         | Diane Maclean         | 2010    | nerezová ocel                         |
| 26 | Konkávní obličej    | Konkavt ansikt                                    | Hilde Mæhlum          | 2006    | mramor                                |
| 27 |                     | The Dance                                         | George Cutts          | 2013    | kinetická socha                       |
| 28 |                     | Traveler                                          | Tori Wrånes           | 2018    | bronz                                 |
| 29 |                     | Spectral power. Φeλ (Talking lamppost)            | Tony Oursler          | 2013    | audio instalace                       |
| 30 |                     | Möbius Trippel                                    | Aase Texmon Rygh      | 1998    | diabas                                |
| 31 |                     | Cast Glances                                      | Tony Cragg            | 2002    | bronz                                 |
| 32 |                     | The Couple                                        | Louise Bourgeois      | 2003    | odlévaný a leštěný hliník             |
| 33 |                     | Ace of Diamonds                                   | Lynn Chadwick         | 2004    | nerezová ocel                         |
| 34 |                     | Reclining Woman                                   | Fernando Botero       | 2003    | bronz                                 |
| 35 |                     | Pathfinder #18700 Oslo                            | Fujiko Nakaya         | 2018    | dočasná instalace – mlha              |
| 36 |                     | Fideicommissum                                    | Ann-Sofi Sidén        | 2000    | bronz                                 |
| 37 |                     | L´ouiseau Amoureux Fontaine                       | Niki de Saint Phalle  | 1993    | laminát                               |
| 38 |                     | Ganzfeld: Double Vision                           | James Turrell         | 2013    | světelná instalace ve vodojemu        |
| 39 |                     | Skyspace: The Color Beneath                       | James Turrell         | 2013    | světelná instalace ve vodojemu        |
| 40 | Snílek              | Drømmersken                                       | Knut Steen            | 1992    | mramor                                |
| 41 |                     | Chloe                                             | Jaume Plensa          | 2019    | nerezová ocel                         |
| 42 |                     | Judith                                            | Markus Lüpertz        | 1995    | bronz                                 |
| 43 |                     | Klang                                             | Tony Oursler          | 2013    | audiovizuální instalace               |
| 44 |                     | The Scream                                        | Marina Abramović      | 2013    | instalace vázaná na lokaci            |
| 45 |                     | Huldra                                            | Dyre Vaa              | 1938    | bronz                                 |
| 46 |                     | Santa                                             | Paul McCarthy         | 2018    | bronz                                 |

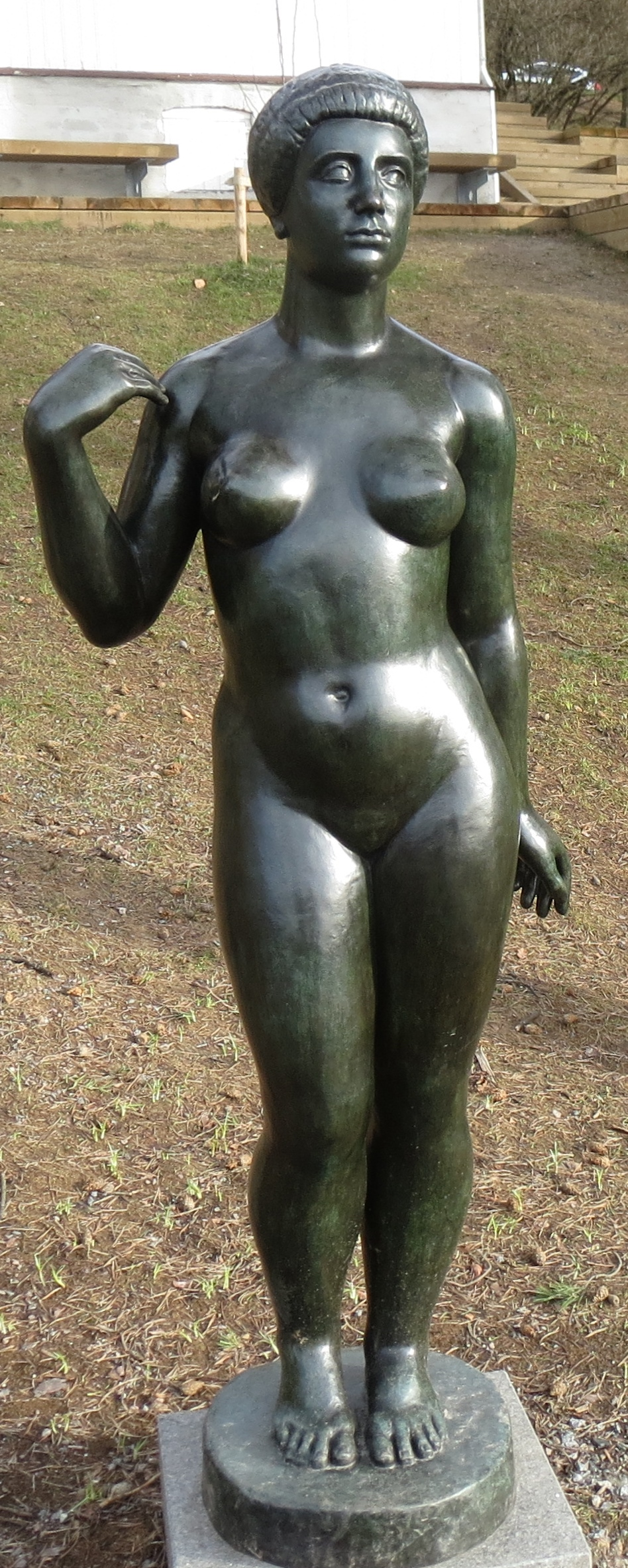
Aristide Maillol: Nue sans Draperie
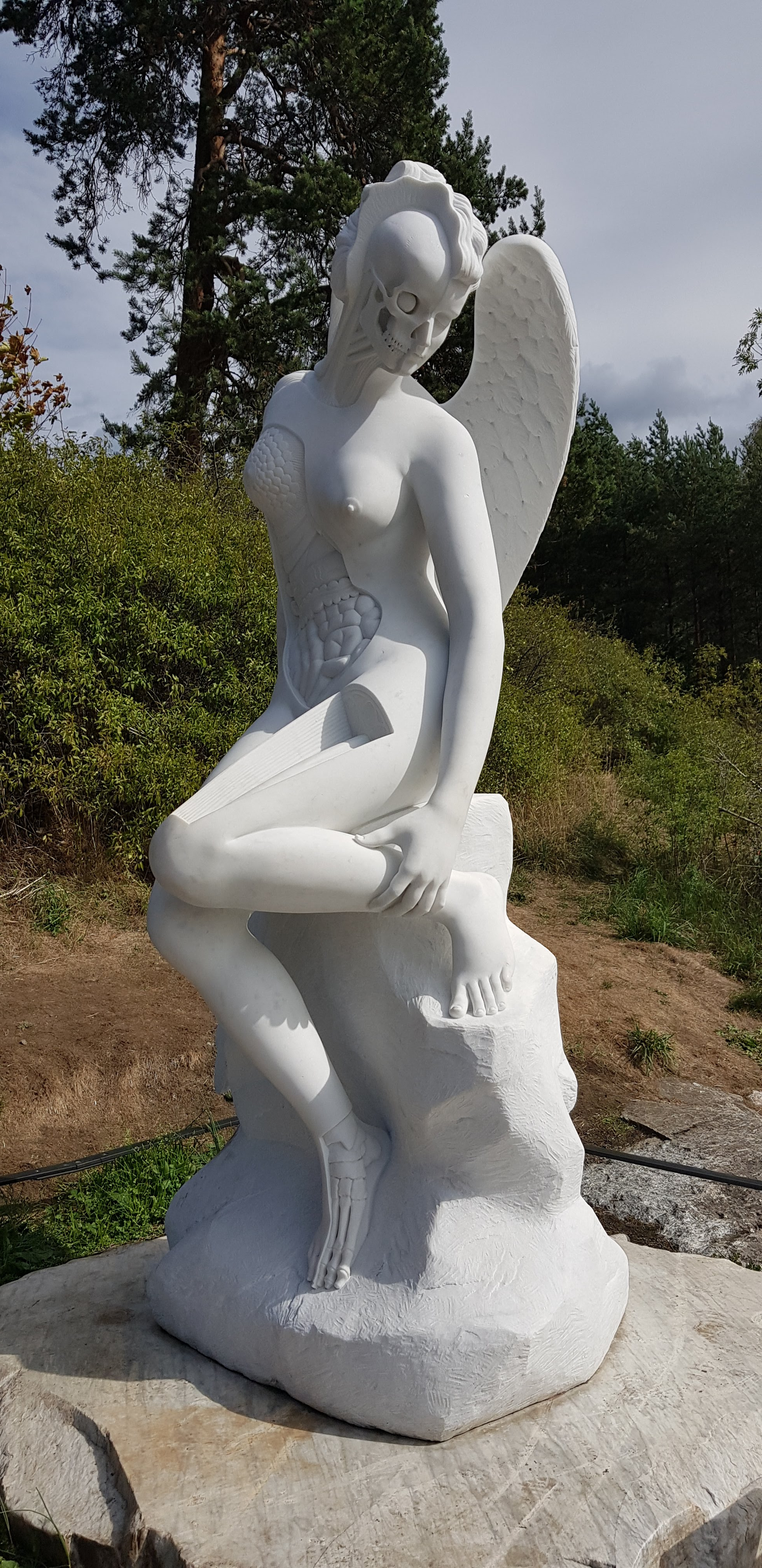
Damien Hirst: Anatomy of an Angel
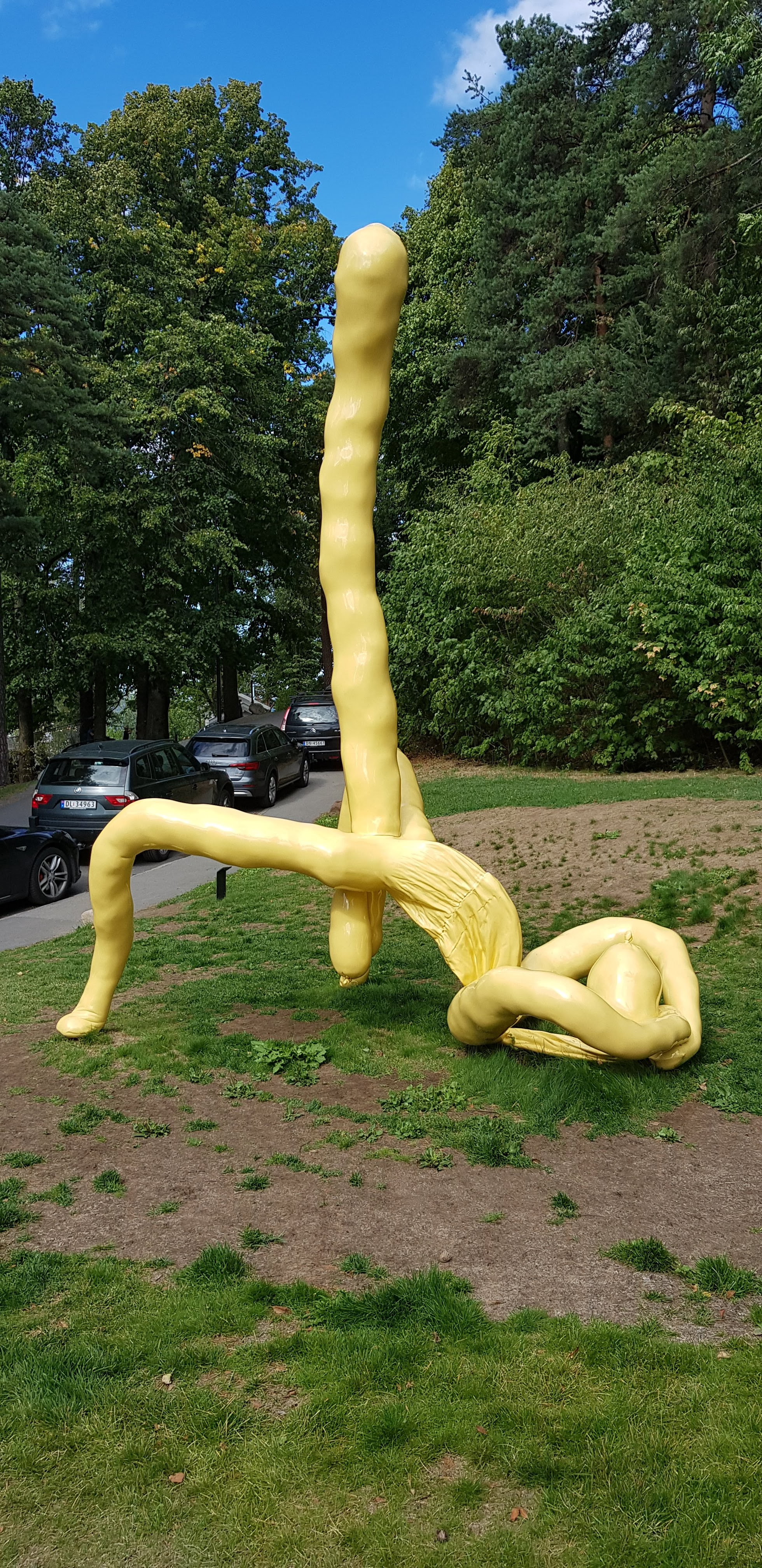
Sarah Lucas: Deep Cream Maradona
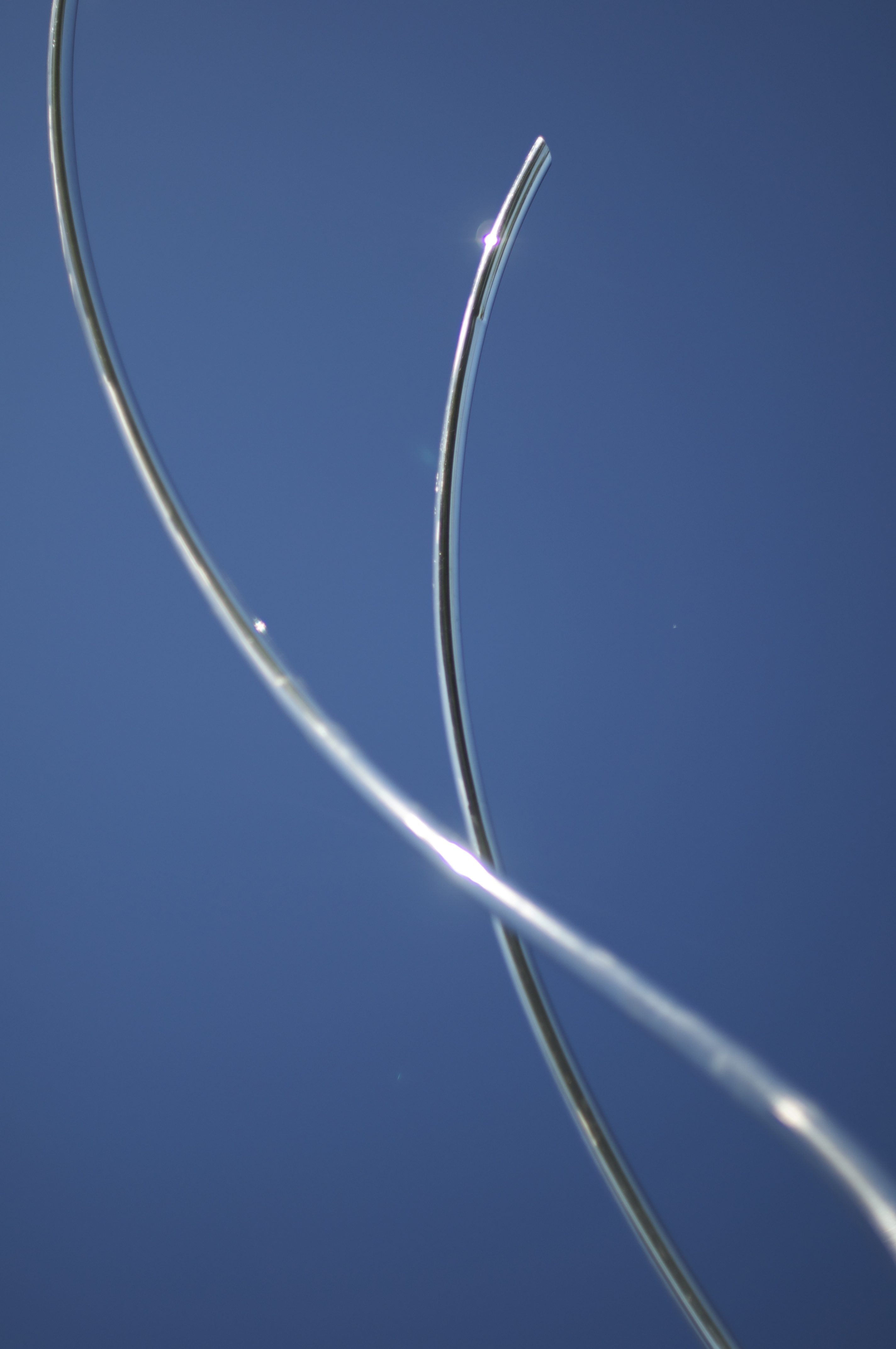
George Cutts: The Dance
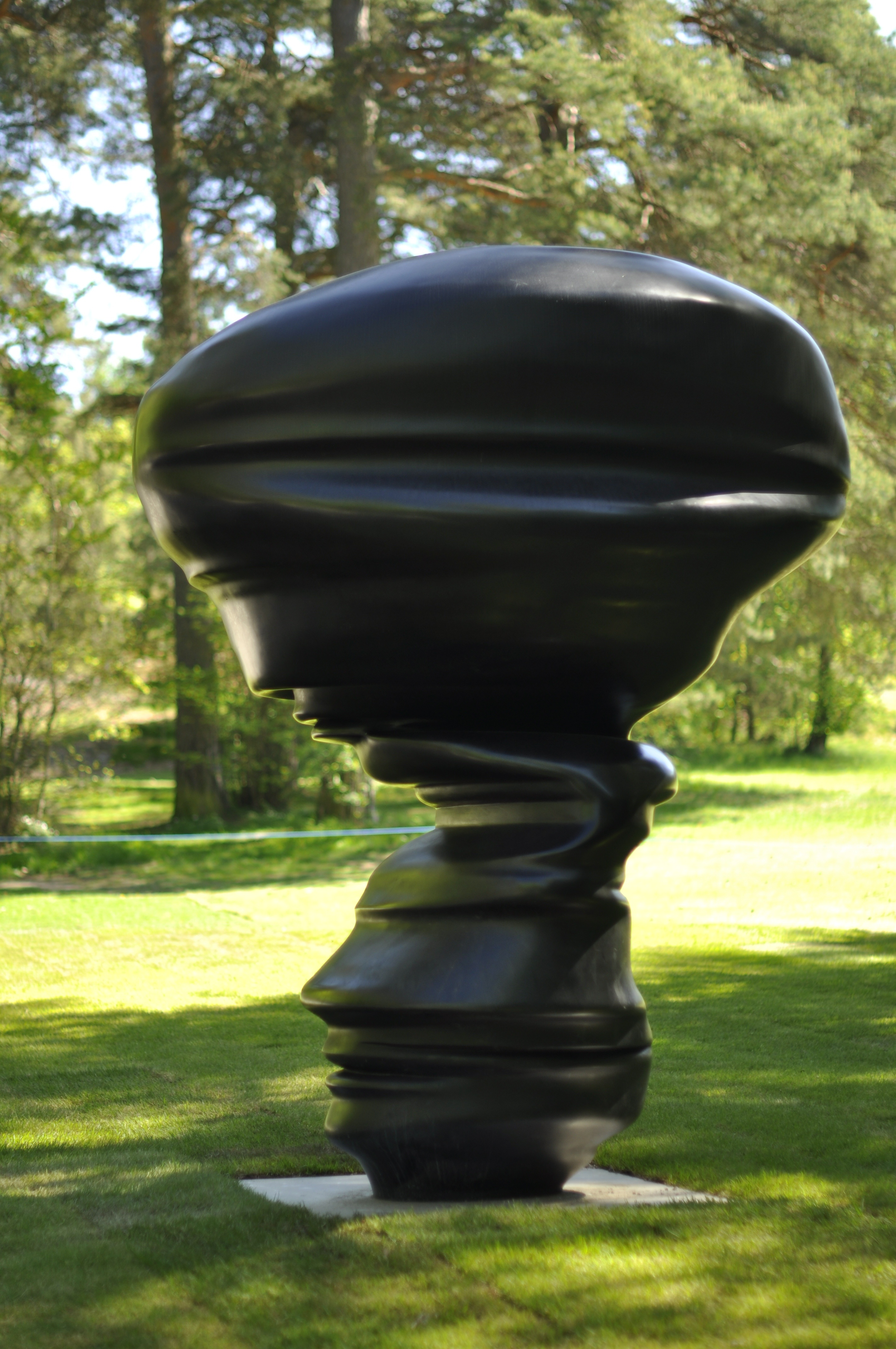
Tony Cragg: Cast Glances
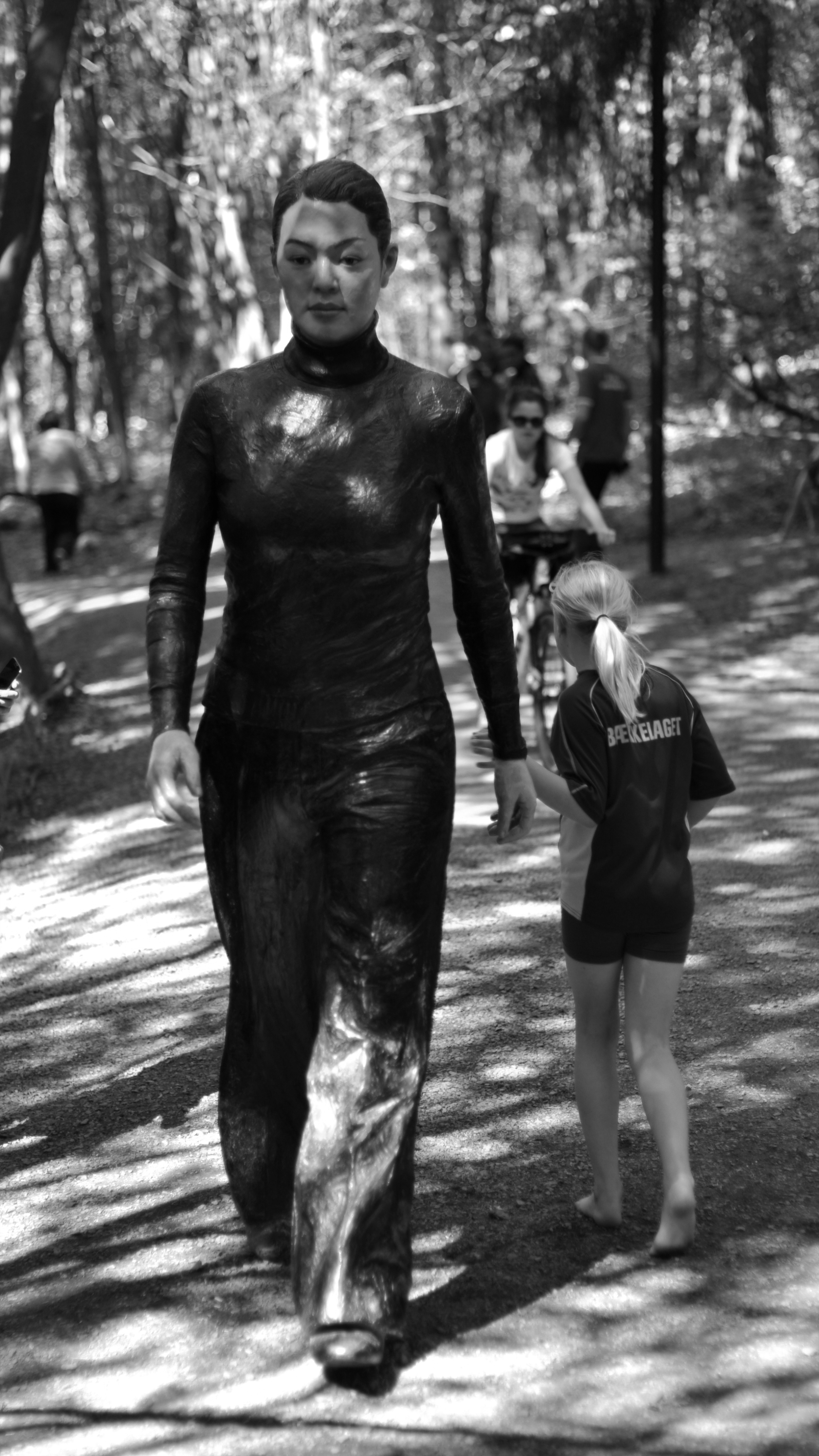
Sean Henry: Walking Woman
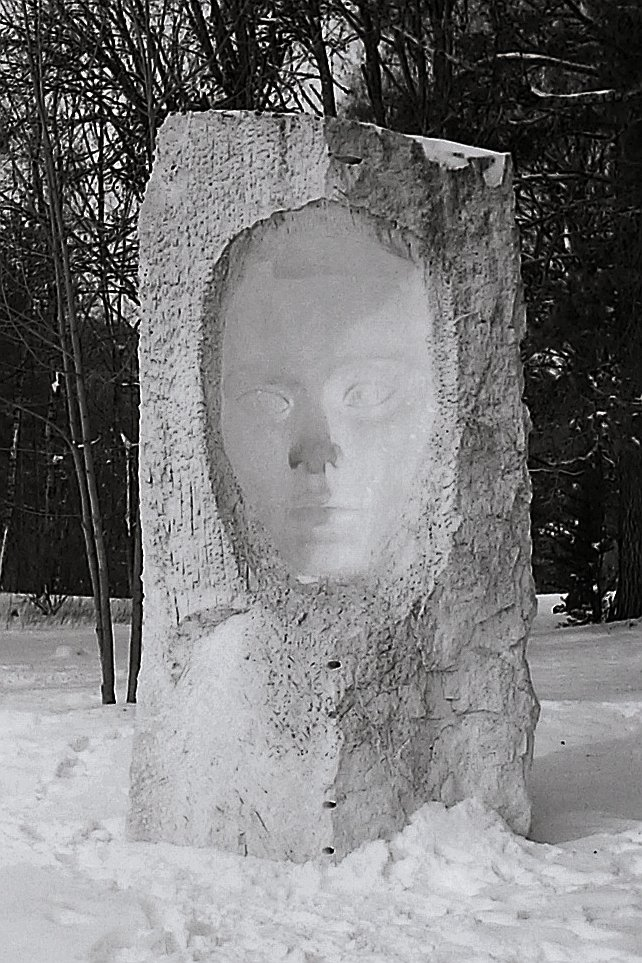
Hilde Mæhlum: Konkavt ansikt
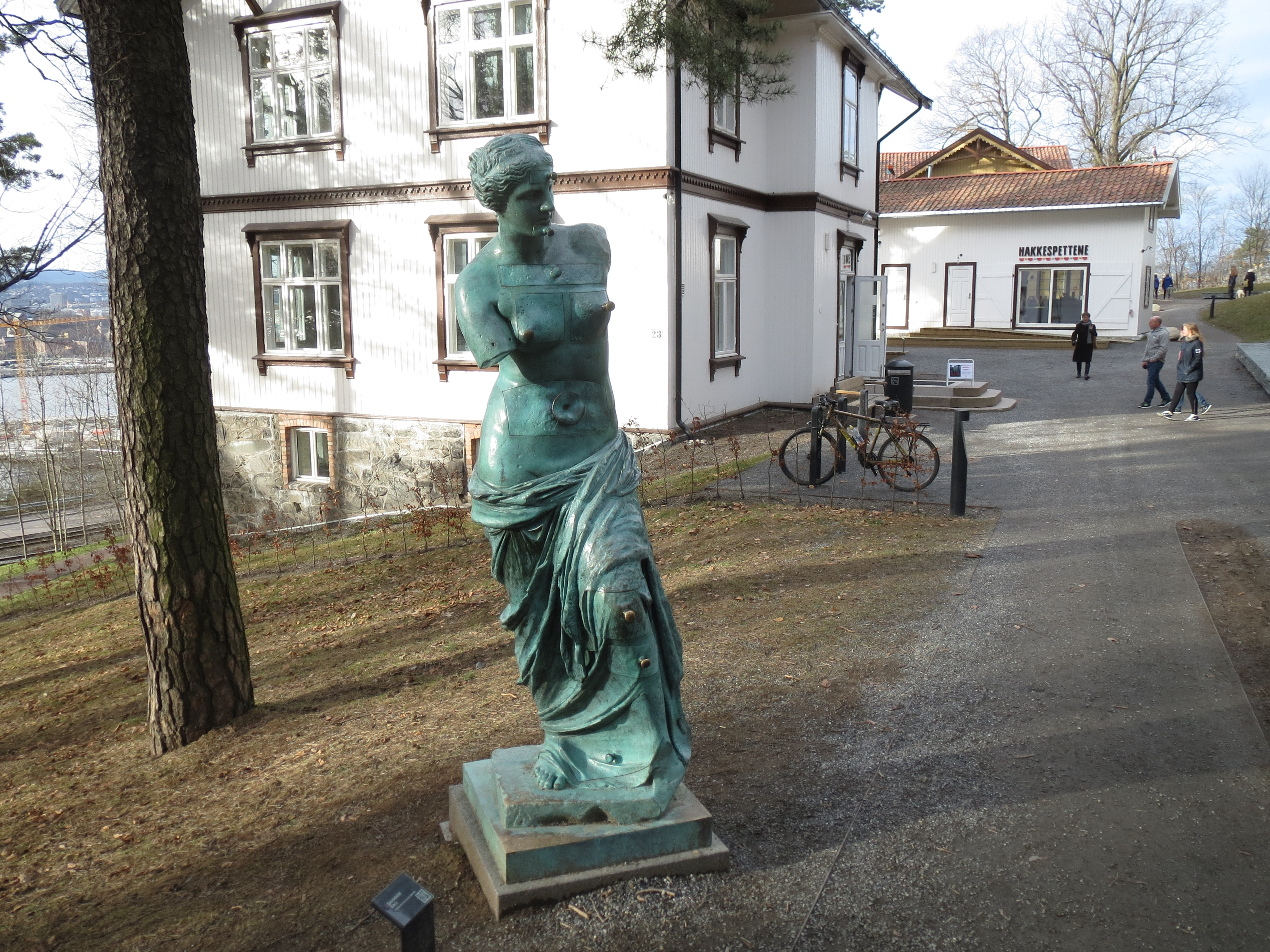
Salvador Dali: Venus Milo aux tiroirs
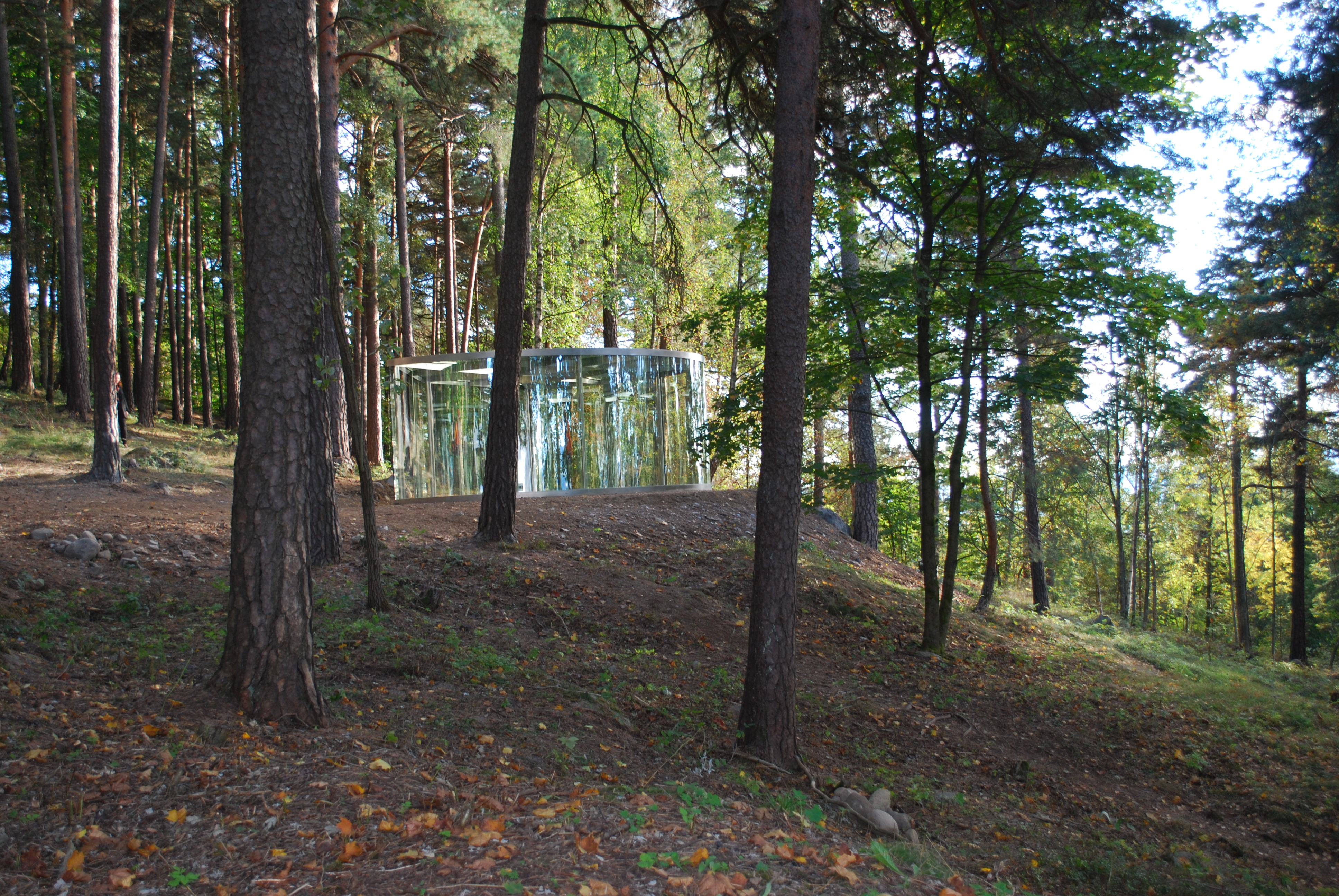
Dan Graham: Pavillion
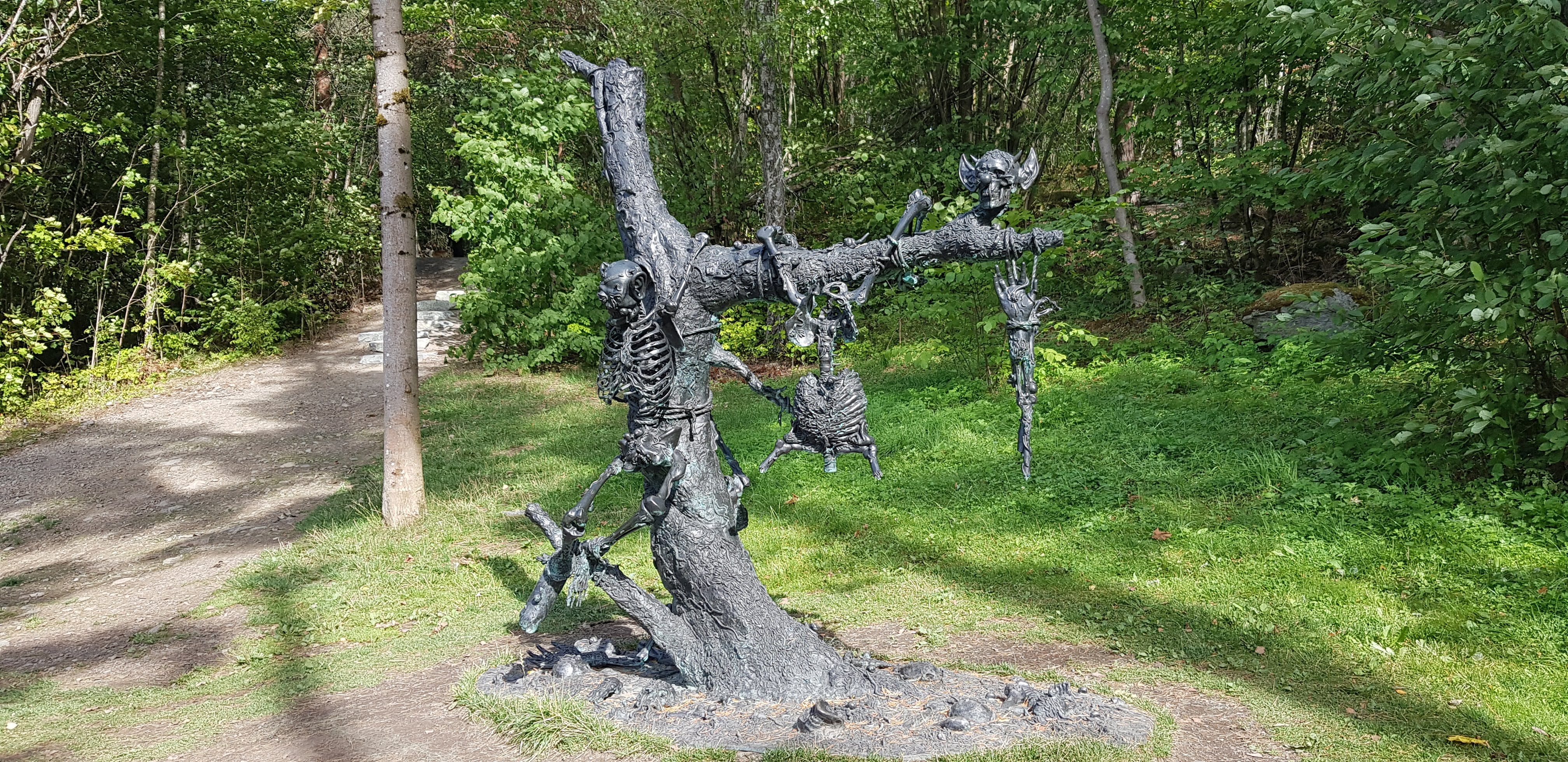
Jake & Dinos Chapman: Sturm und Drang
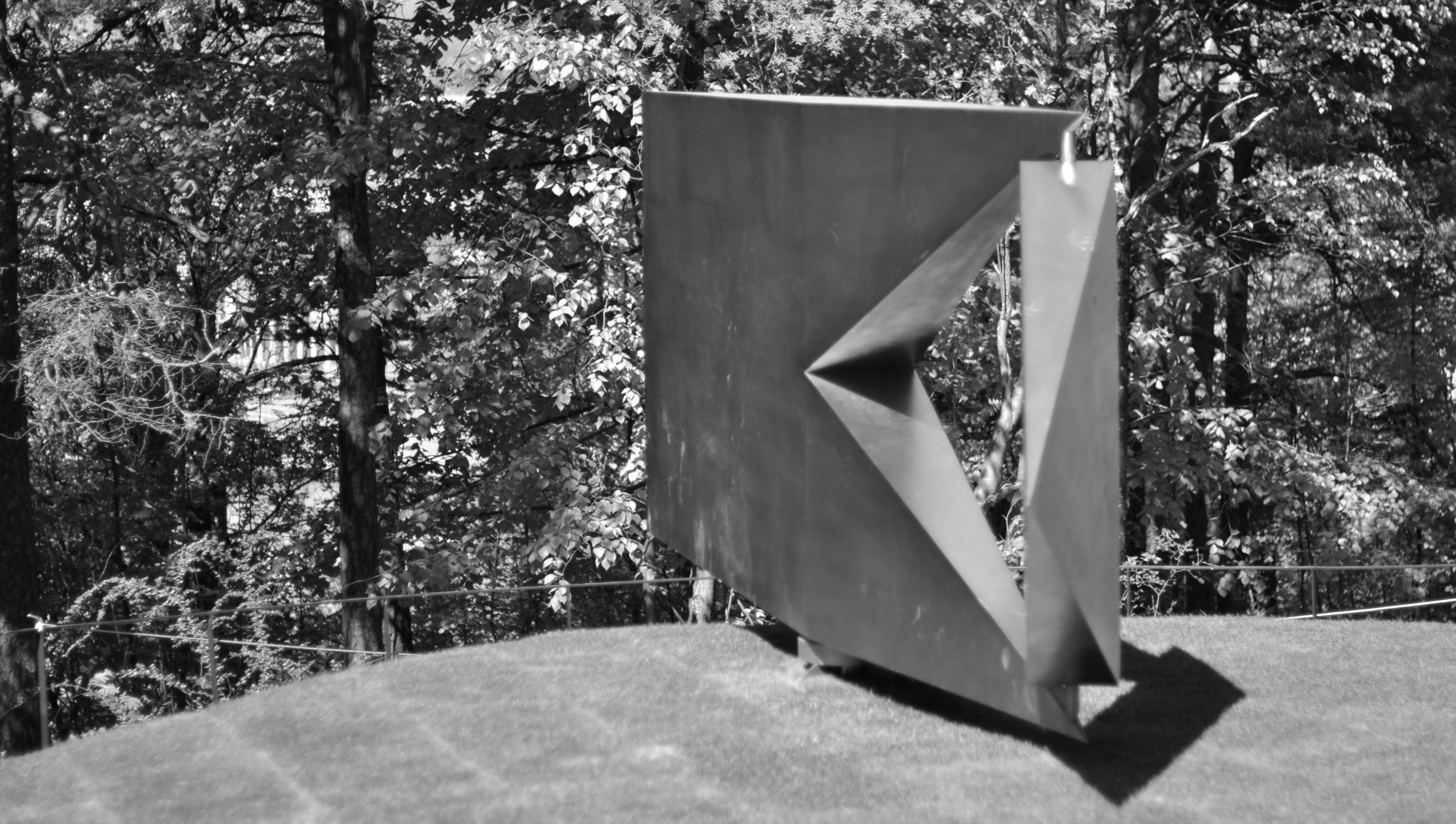
Lynn Chadwick: Ace of Diamonds
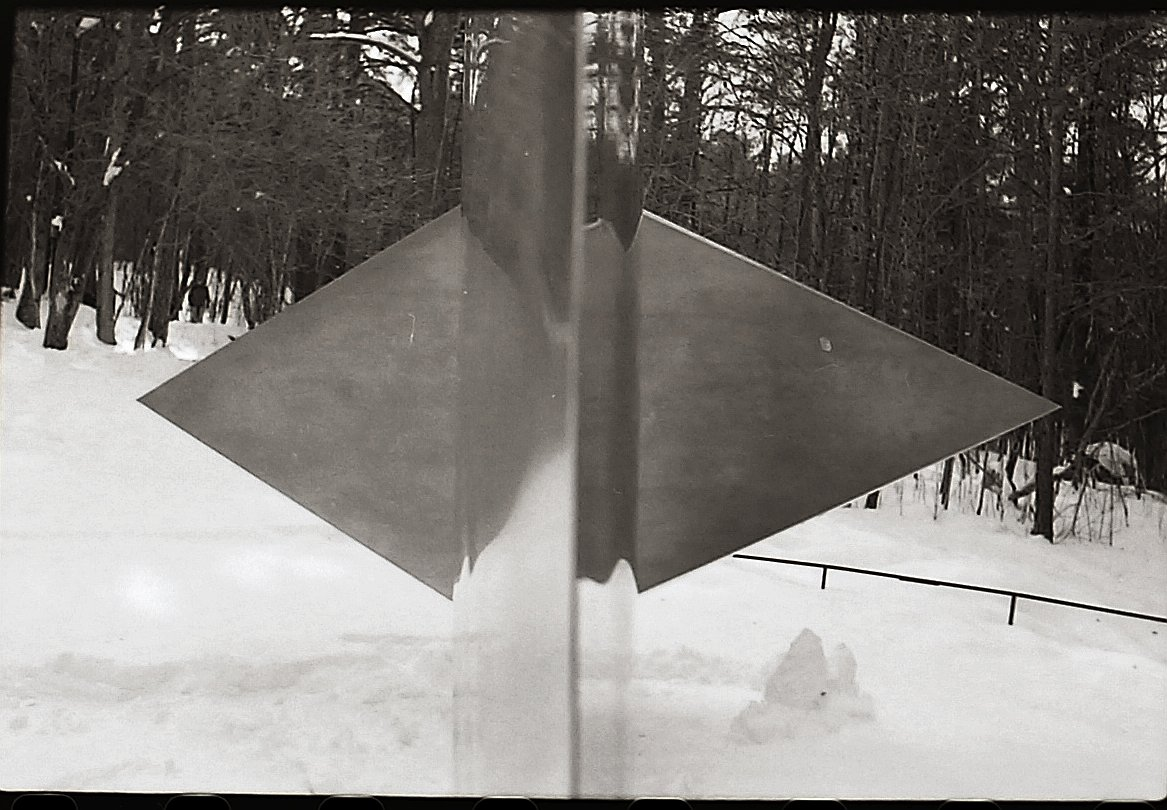
Lynn Chadwick: Ace of Diamonds
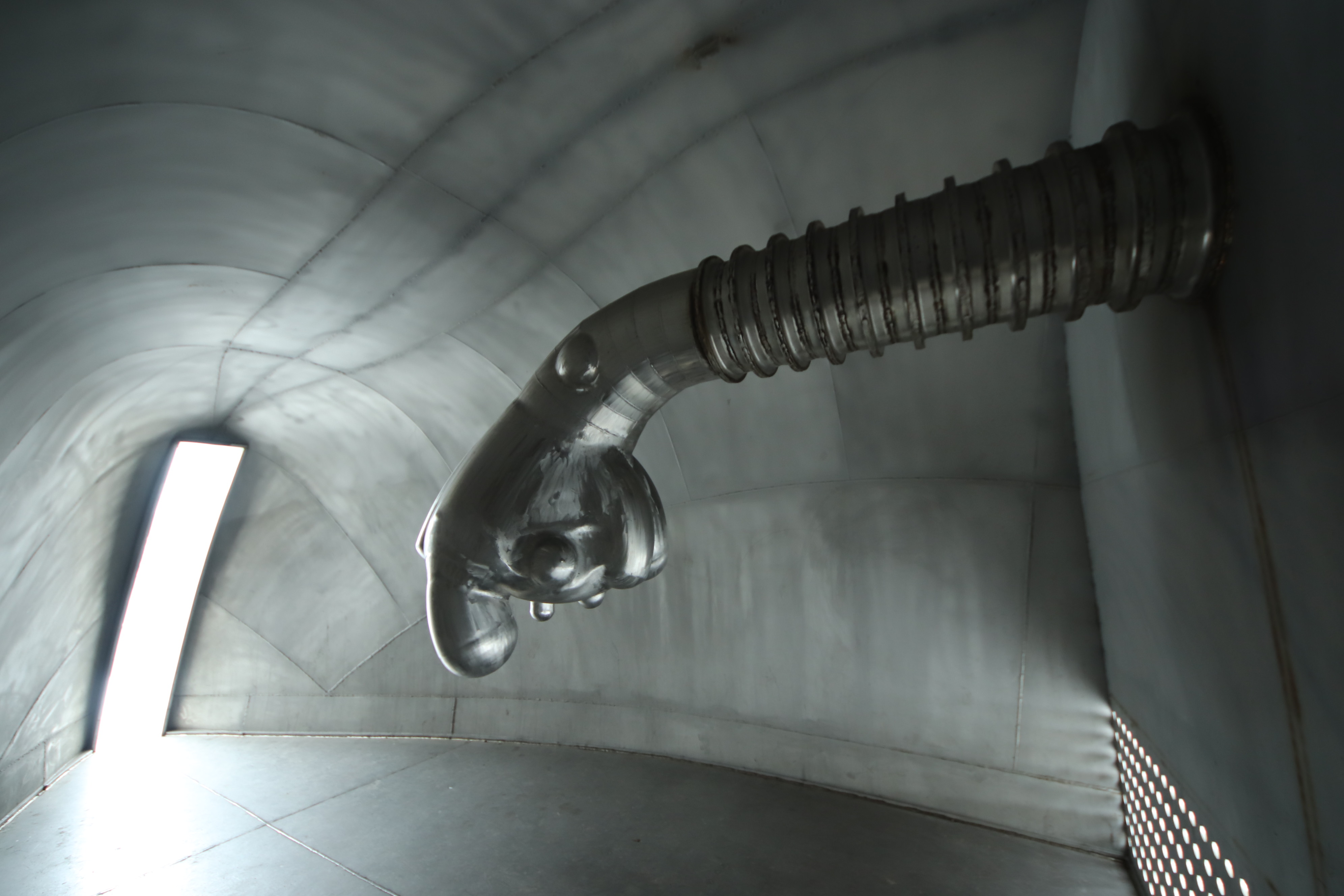
Per Inge Bjørl: Indre rom VI – Livsløpet
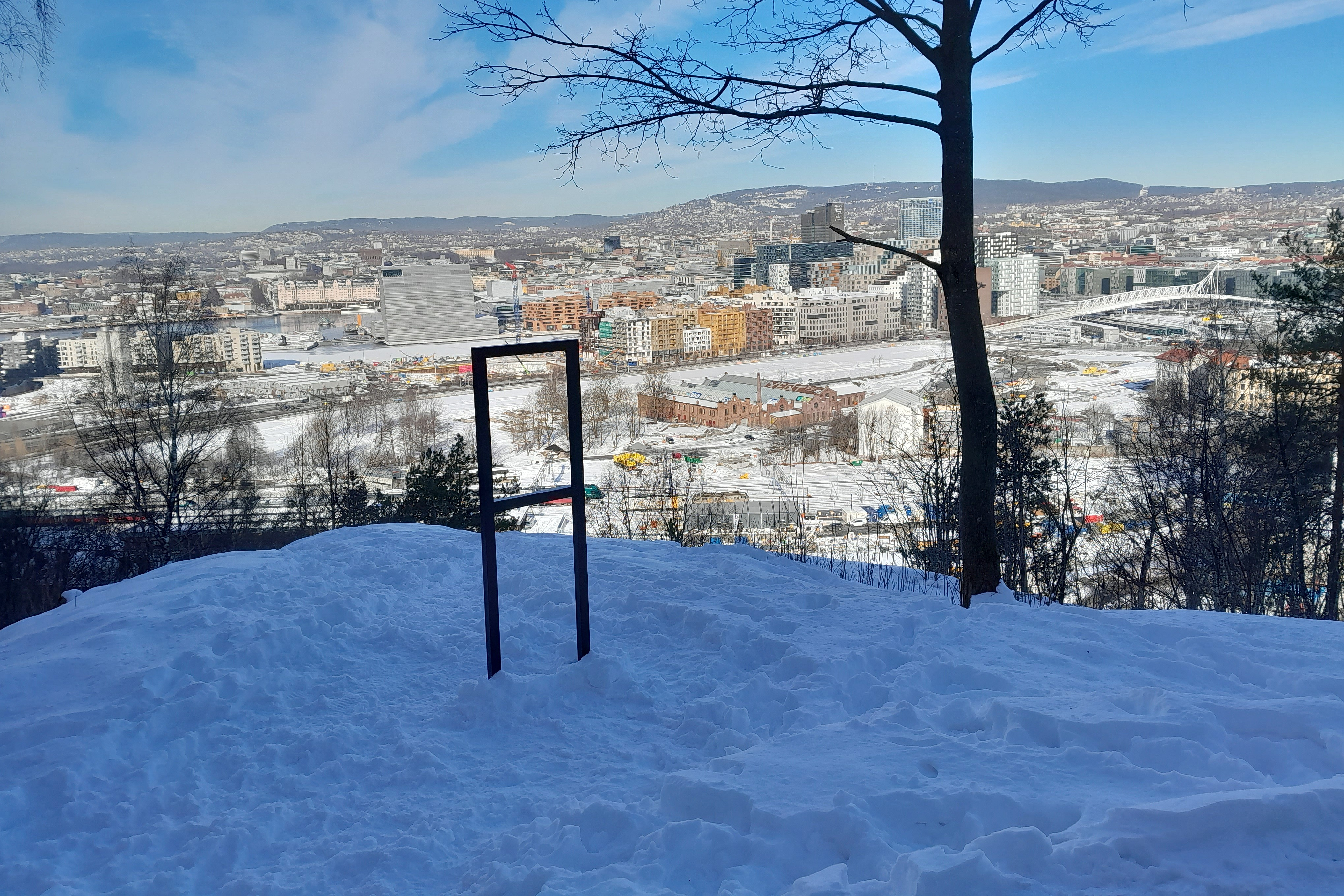
Marina Abramović: The Scream
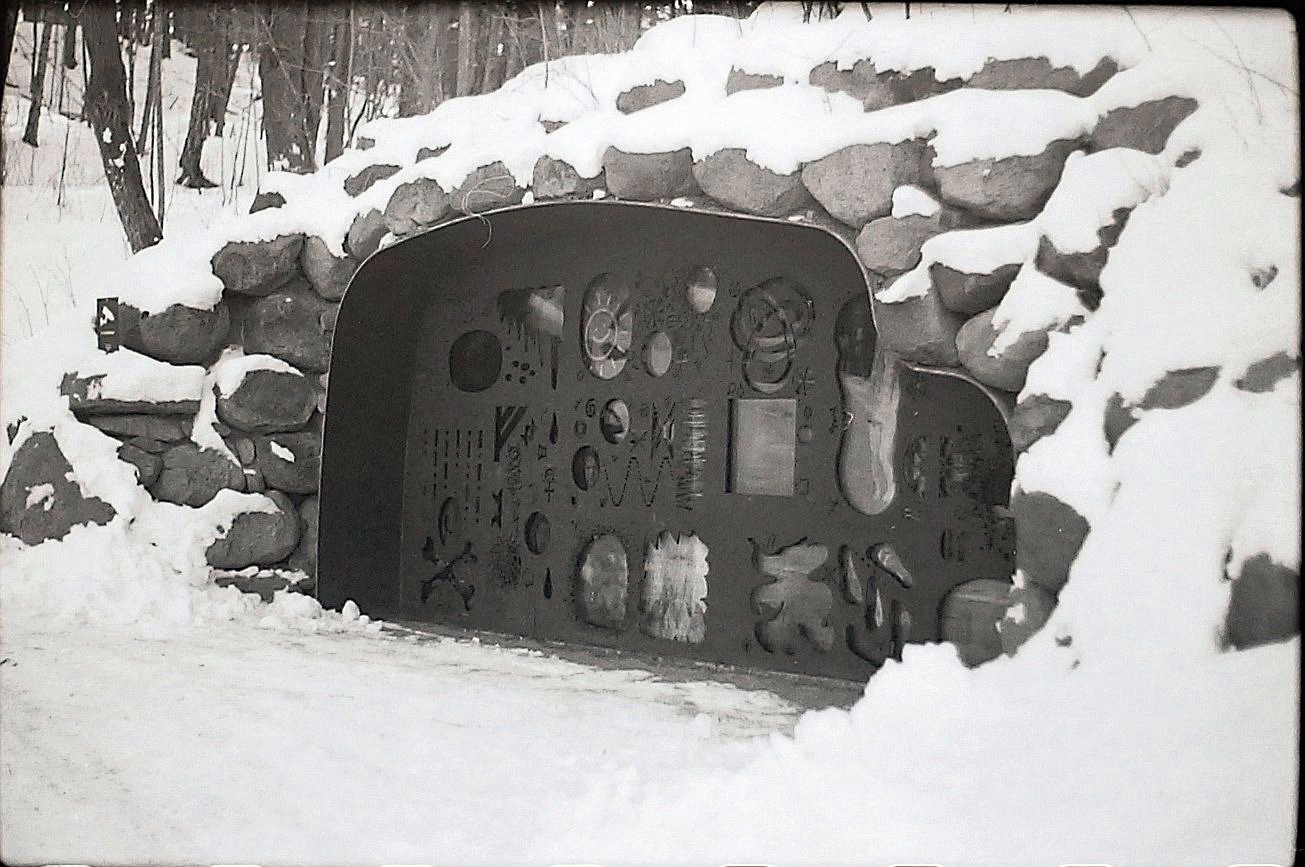
Tony Oursler: Klang
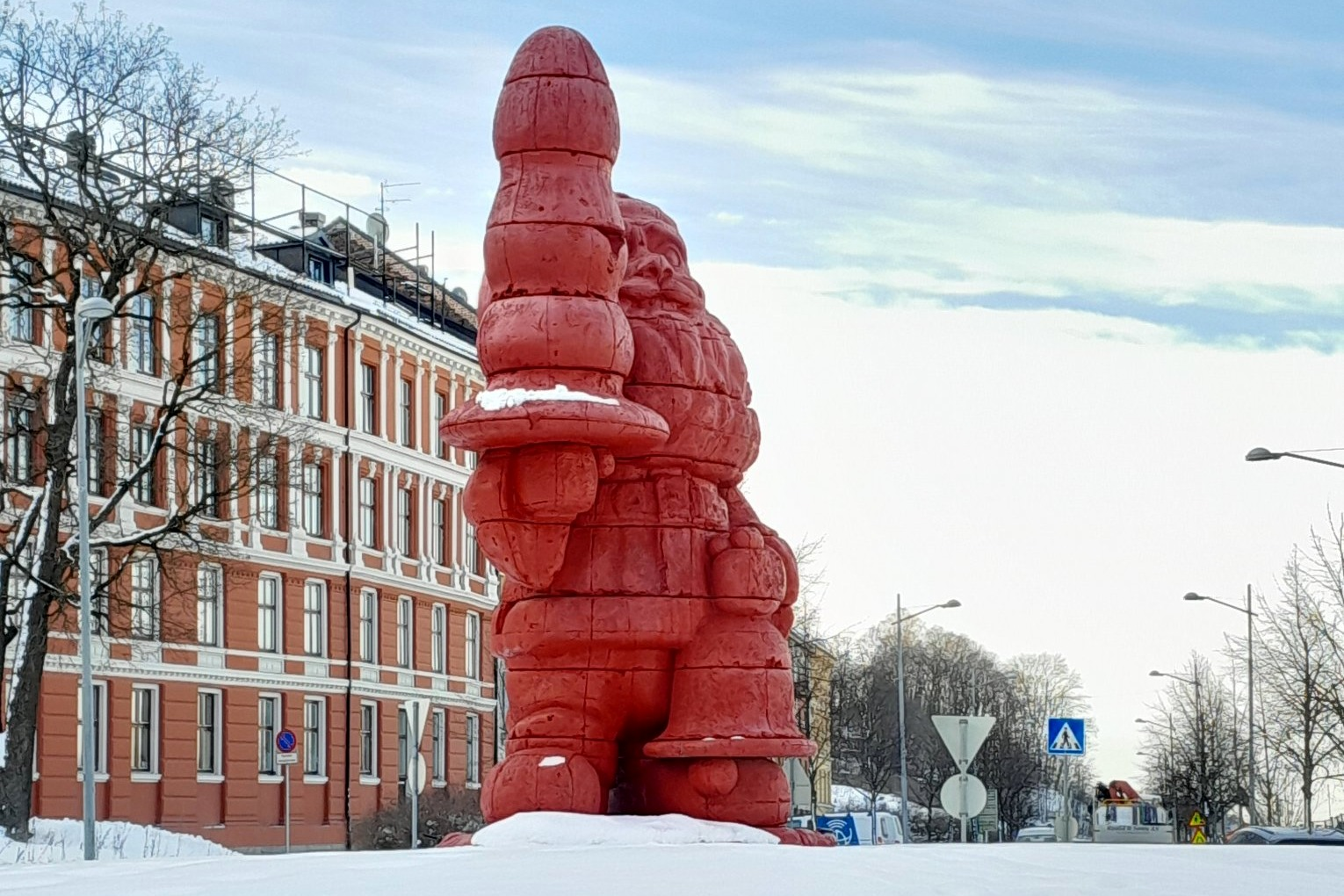
Paul McCarthy: Santa

## Další objekty

### Tunel Ekeberg
Severozápadní částí výšiny prochází část podzemního městského okruhu. Tunely (Operatunnelen/Ekebertunnelen) jsou dva, každý se dvěma jízdními pruhy, a prochází jimi silnice E6. Severozápadní portál se nakratičko otevírá v oblasti městské části Sørenga, než se opět zanoří pod zem a moře ve směru na Operu a Akershus (Operatunnelen/Bjørvikatunnelen), severovýchodní portál ústí v oblasti městské části Kværnerbyen (než se opět ponoří pod Vålerenga).

### Námořnická škola

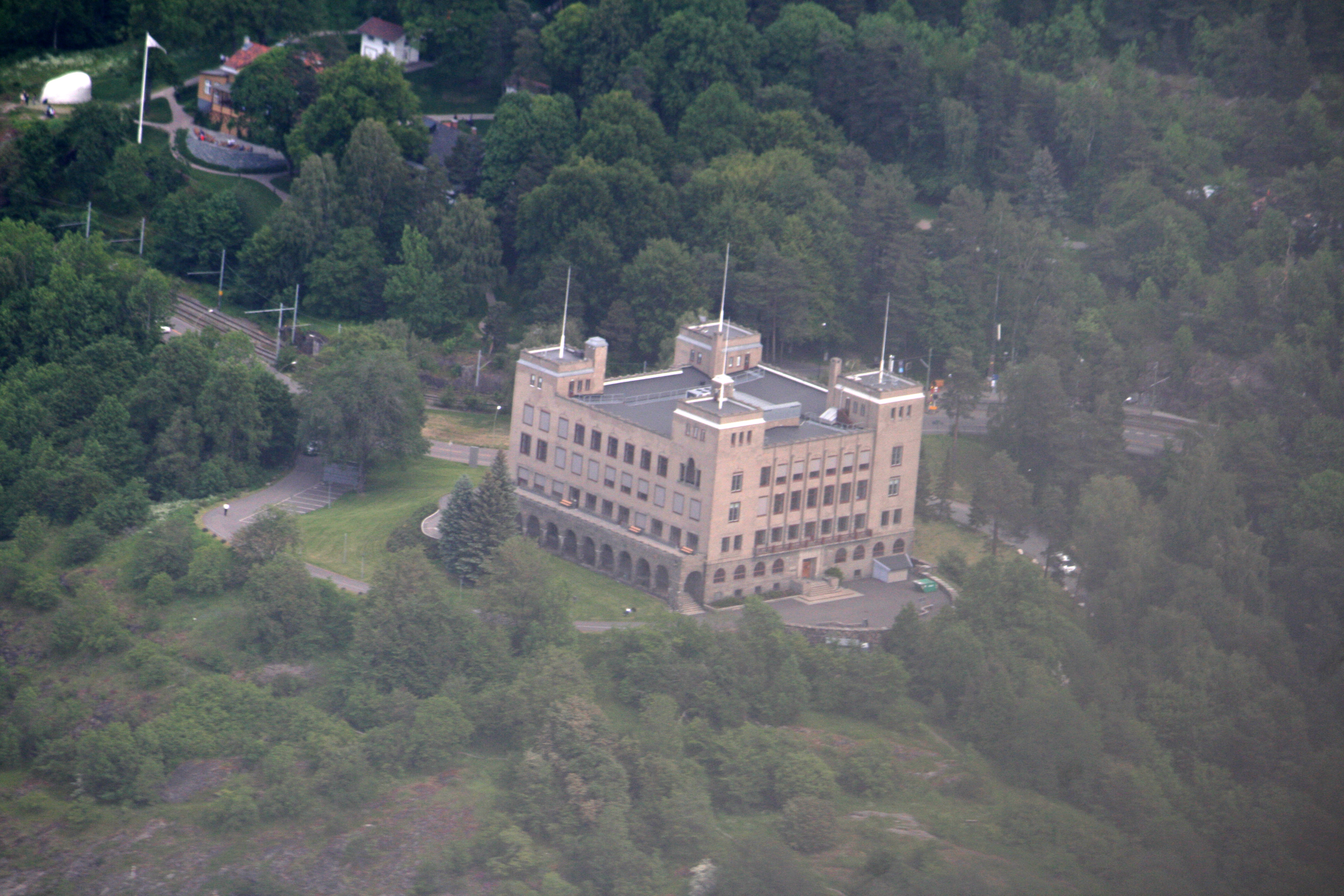
Sjømannsskolen

Jako Námořnická škola (Sjømannsskolen) je označována výrazná, zámku podobná budova na ostrohu severozápadního svahu Ekebrgu, nad přístavem Kongshavn. Postavena byla v roce 1917 pro námořnickou školu v Oslu (založena r. 1845), jíž sloužila až do roku 1989. Od roku 2013 zde sídlí střední škola.
Budova podle návrhu Andrea Bjerckeho a George Eliassena má čtyři patra a čtyři nízké nárožní věže. Podél celé západní strany vede podloubí s terasou pro výcvik navigace.
V blízkosti budovy jsou patrné pravěké kresby. Před budovou stojí socha Helhesten od Gunnara Utsonda (vztyčena r. 1921). Zobrazuje výjev z nordické mytologie: Hrůzou ochromená Nanna a rezignovaný Baldr se vrhají na hřbetu koně do podsvětí. Uvnitř hlavního vchodu jsou fresky od Pera Krohga s motivy zvěrokruhu.

### Restaurace
Na severovýchodním svahu Ekebergu, v místě s výborným výhledem na Oslo a městské ostrůvky, byl v roce 1907 vztyčen hudební pavilón. V roce 1914 jej doplnila restaurace pod otevřeným nebem, přemístěna sem z Jubilejní výstavy ve Frognerparku. Obě stavby byly v roce 1929 nahrazeny novou moderní budovou restaurace podle návrhu Larse Backera. Fasáda byla namalována červeně, s modrými a bílými detaily.
V roce 1997 byla restaurace pro špatný stav uzavřena, rekonstruována byla v roce 2005 s interiérem podle návrhu Thomase Nesse.
Budova je památkově chráněna. Jde o jeden z nejlepších příkladů funkcionalismu v Norsku.

### Schodiště

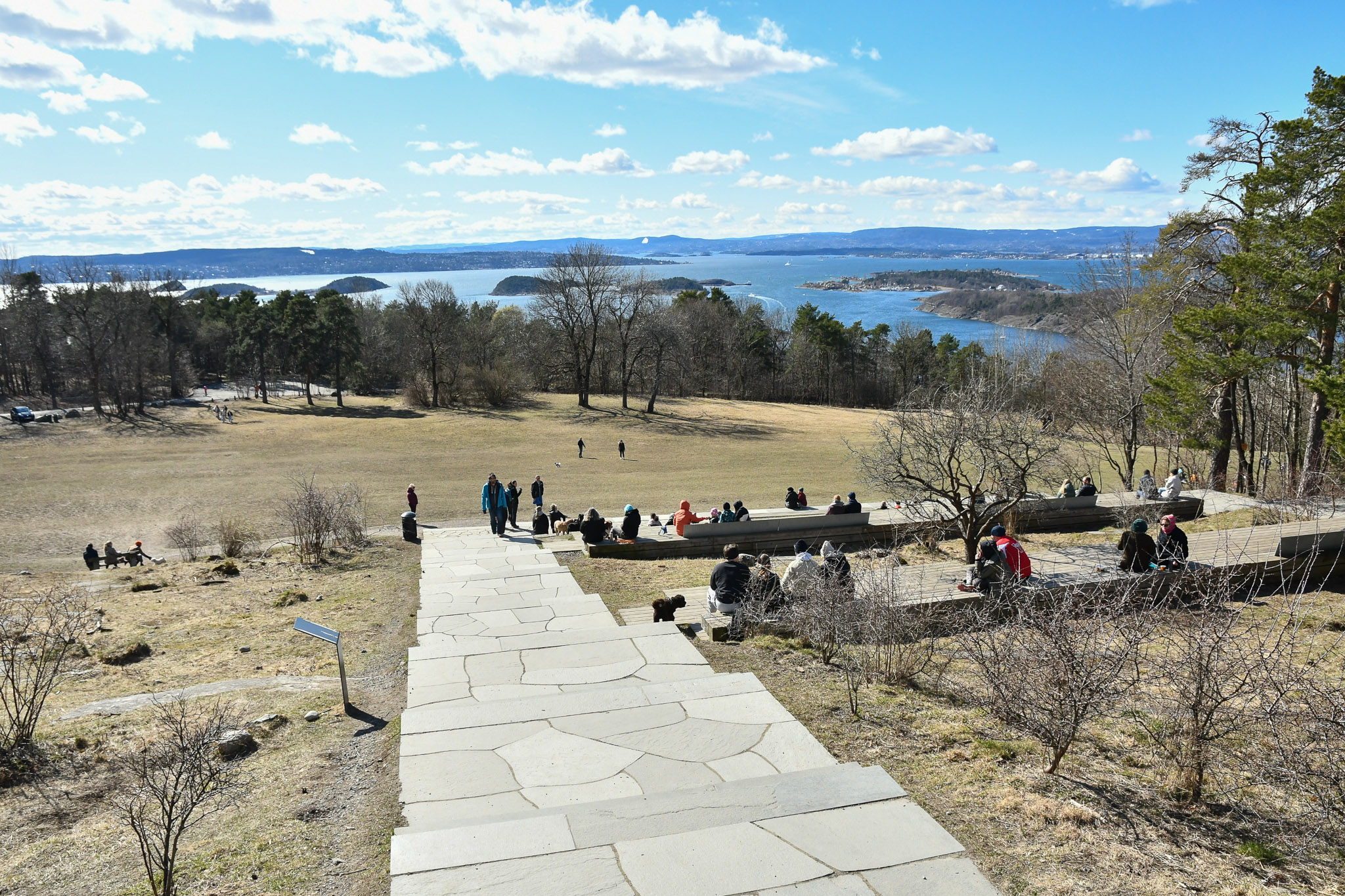
Schodiště na místě nacistického hřbitova.

Na západní straně plató byl 20. května 1940 otevřen čestný válečný hřbitov německé branné moci. Kromě mrtvých z Blücheru zde byli pohřbeni vojáci padlí při bitvě o Norsko a později i Norové, bojující na straně Třetí říše na východní frontě. Celkem zde bylo 2 956 hrobů. V letech 1952 – 53 byly hroby přemístěny na hřbitov Alfaset. Pozůstatky hřbitova, zejména centrální schodiště, byly patrné ještě dlouho poté. V roce 2013 bylo místo rekonstruováno do podoby rekreační a odpočinkové zóny s lavičkami a s novým schodištěm, v němž jsou zachovány zbytky starého. Takové řešení bylo vnímáno kontroverzně, proti obavám ze vzniku neonacistického svatostánku stála představa, že minulost by měla být zachována i ve svých stinných aspektech.

## Galerie

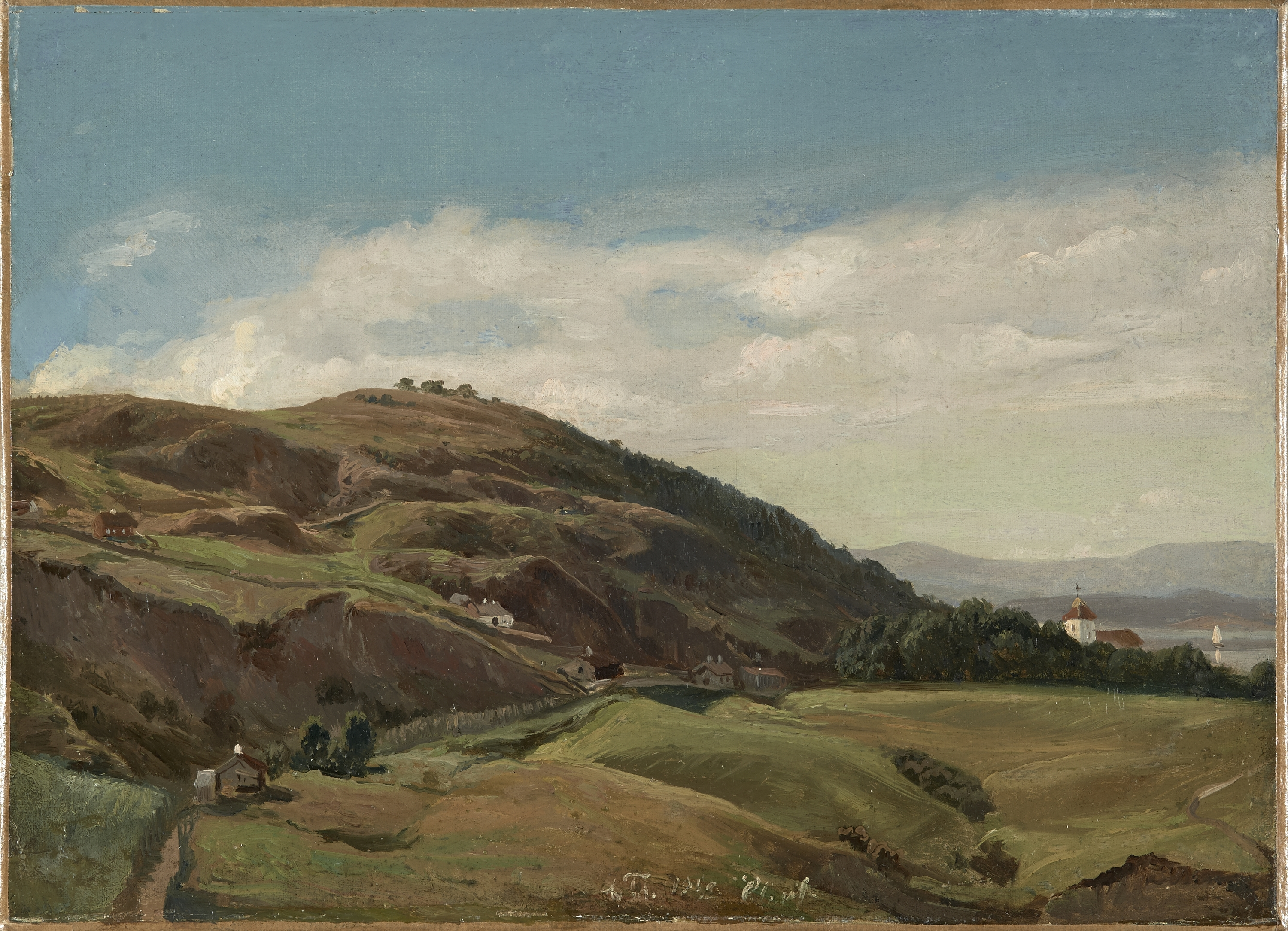
Adolph Tidemand: Ekeberg a kostel v Oslu, 1852
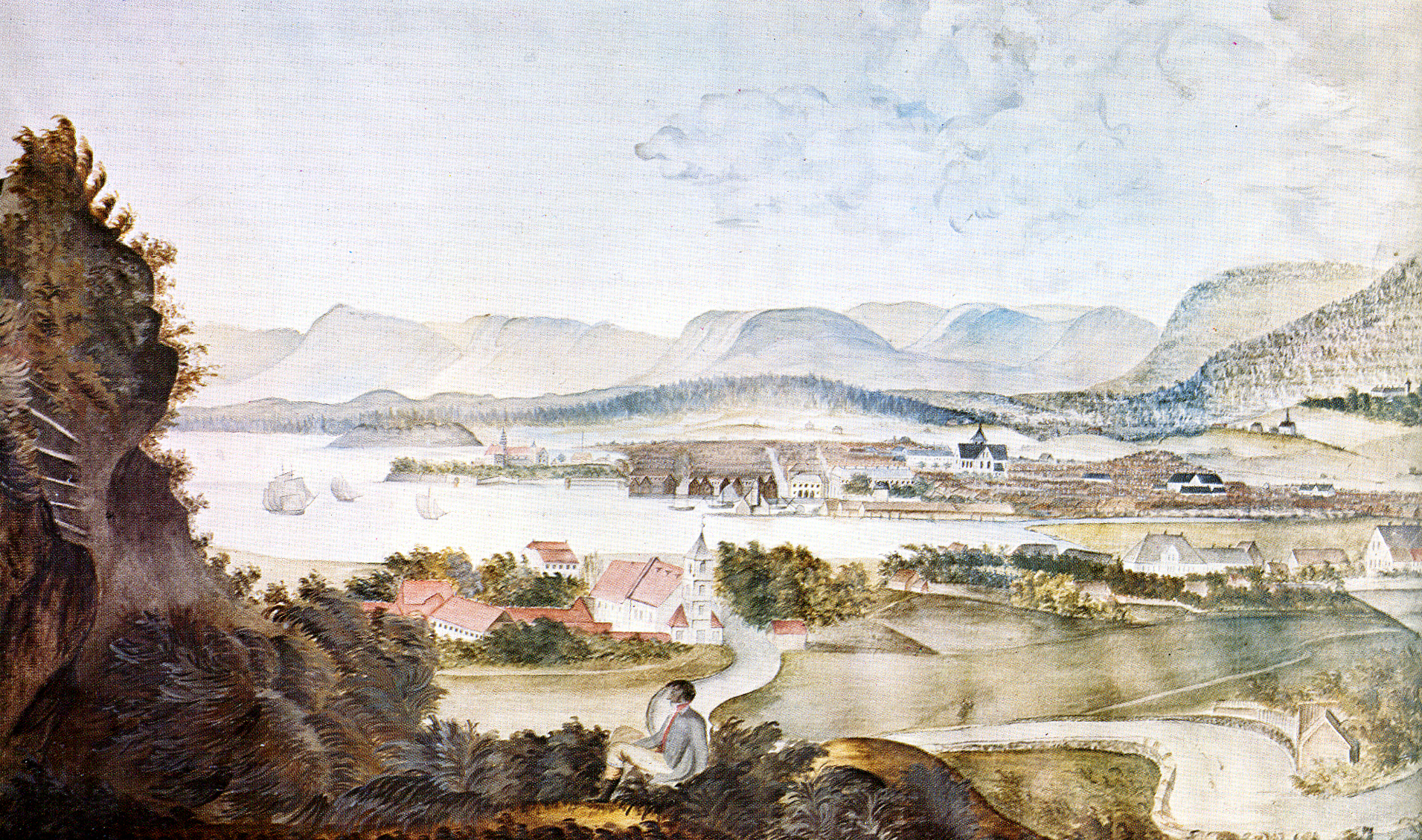
M. K. Tholstrup: Pohled na Christianii ze svahů Ekebergu,1814
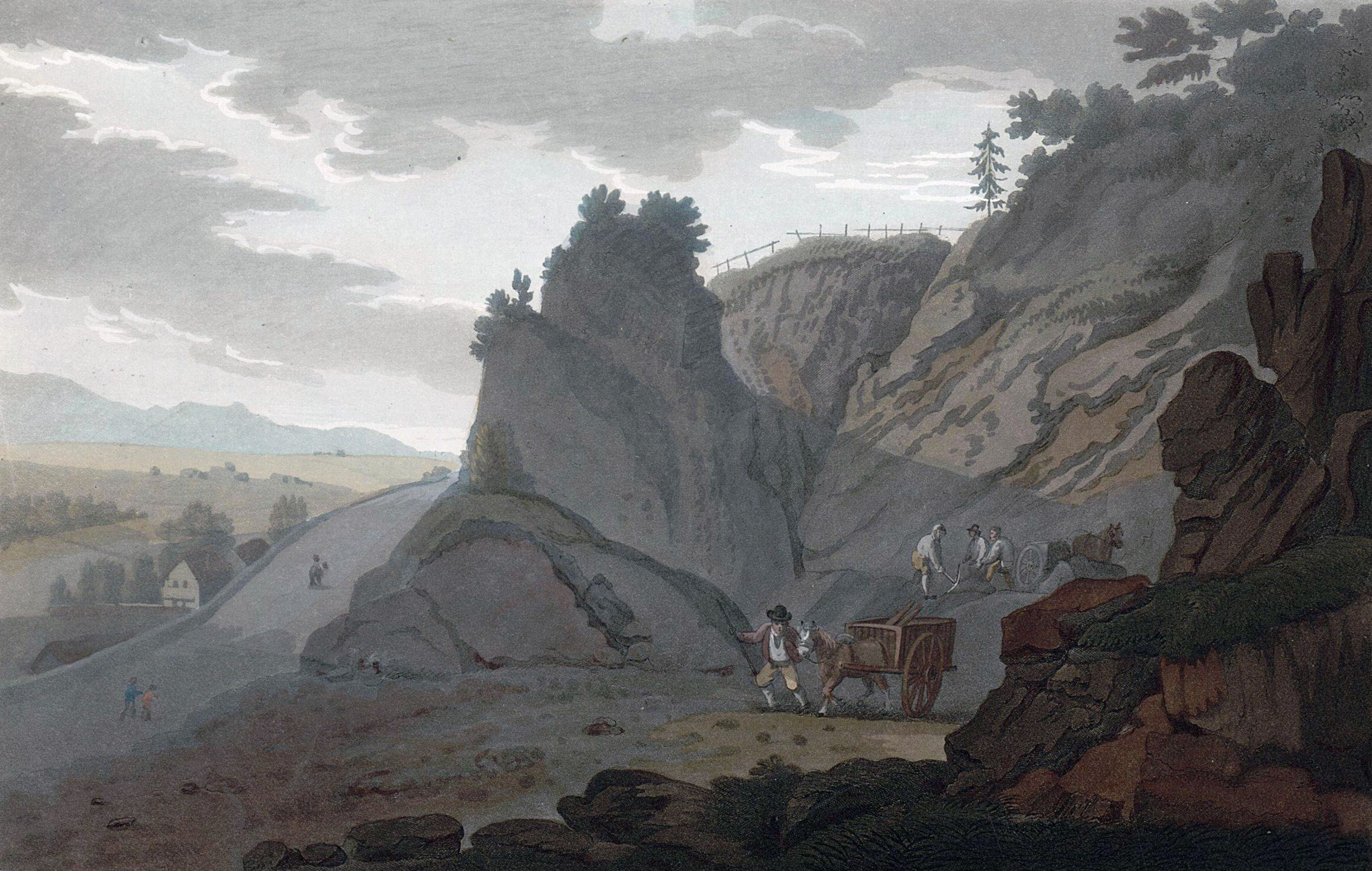
J. W. Edy: Kamencový lom na Ekebergu, počátek XIX. století.
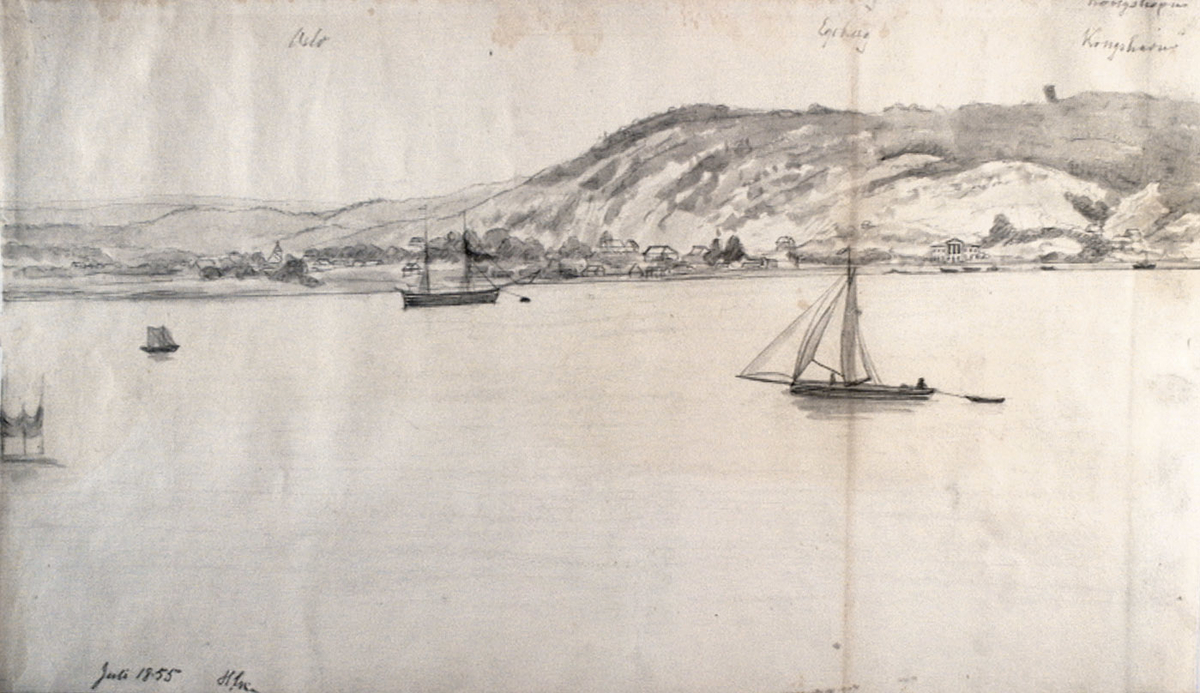
H. R. Grüner: Panorama přístavu III, 1855
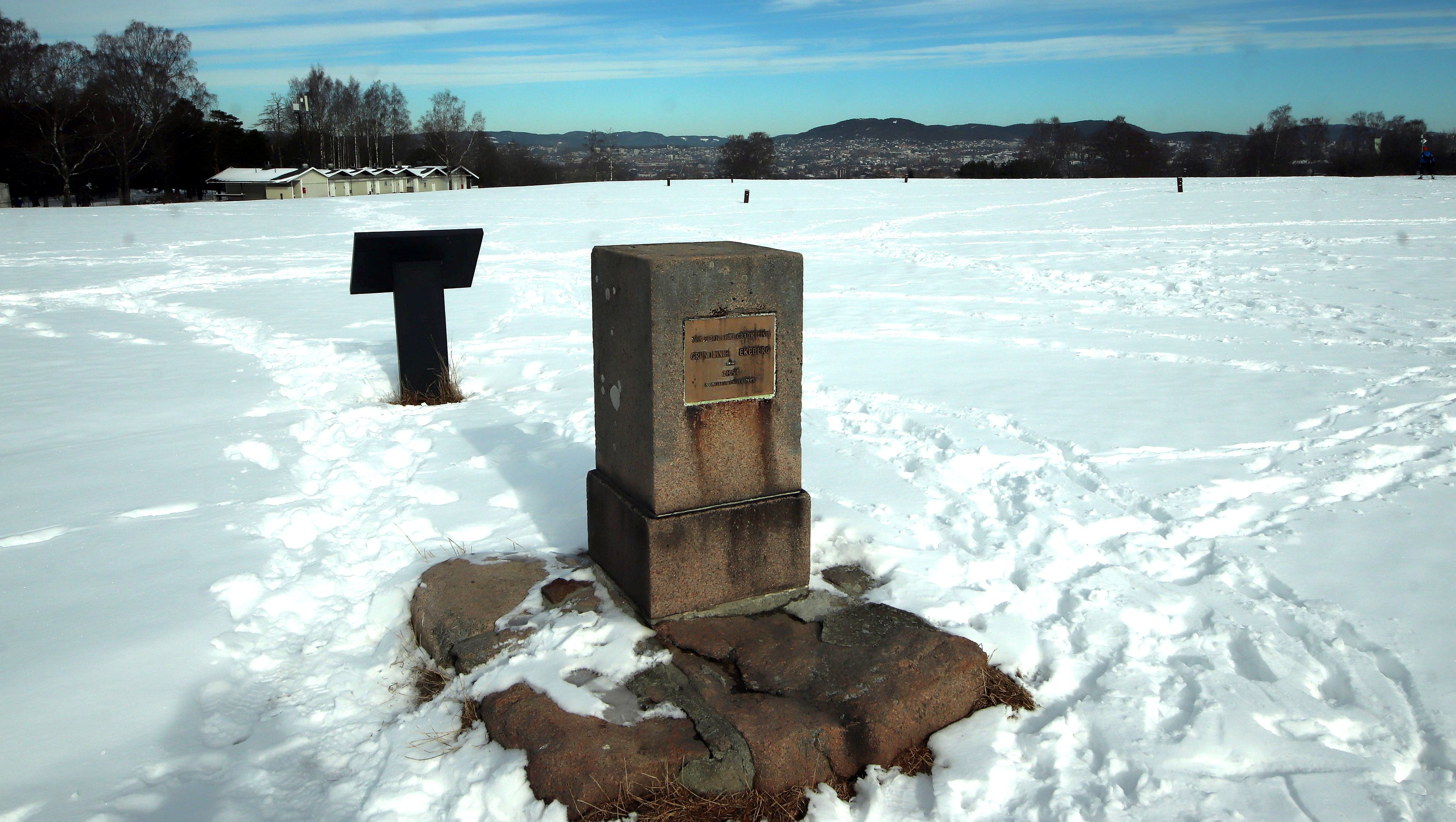
"A" báze pokusu o změření zakřivení zemského povrchu Europäische Gradmessung, 1864)
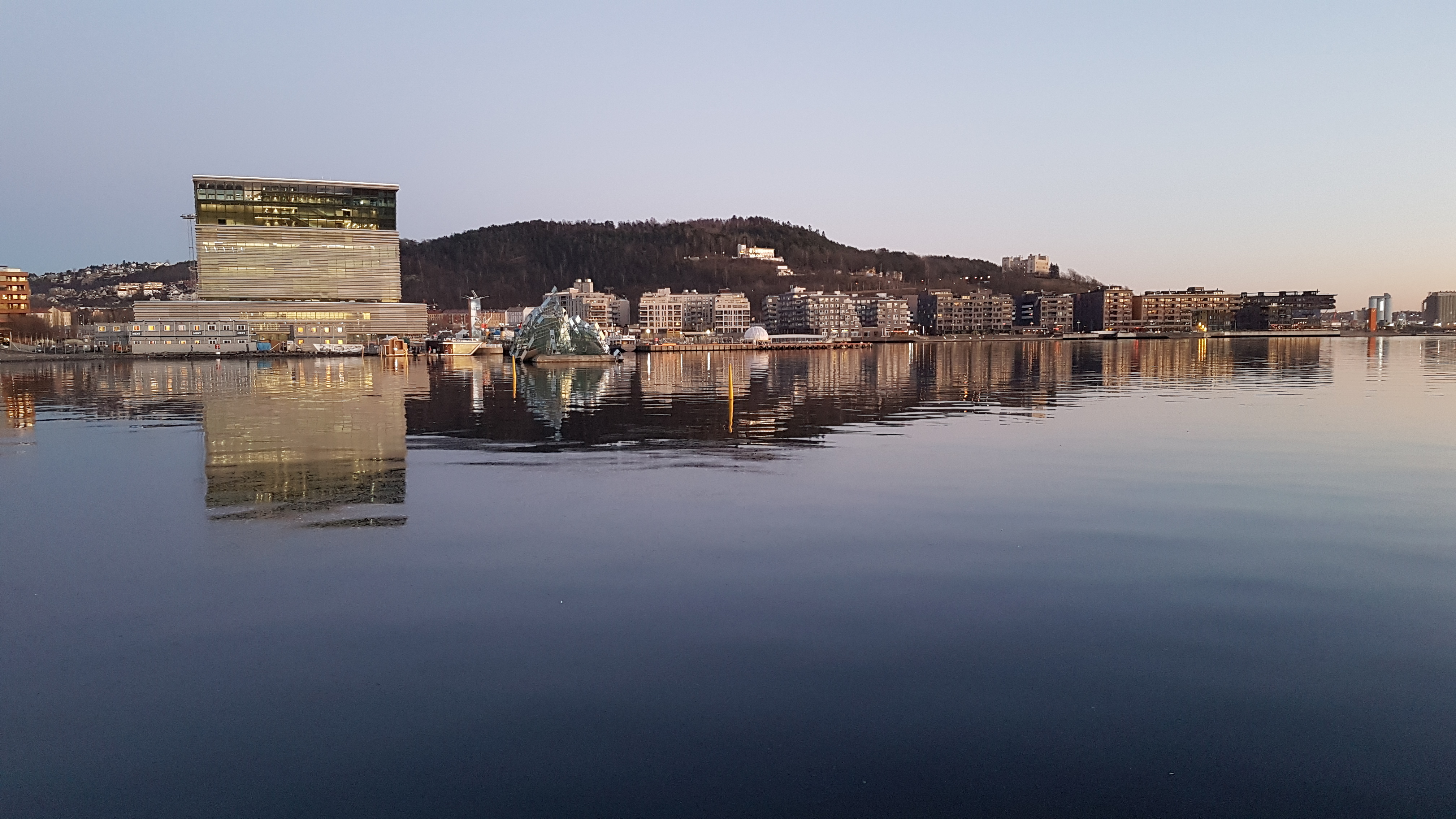
Výhled na Munchovo muzeum a Ekeberg přes zátoku.
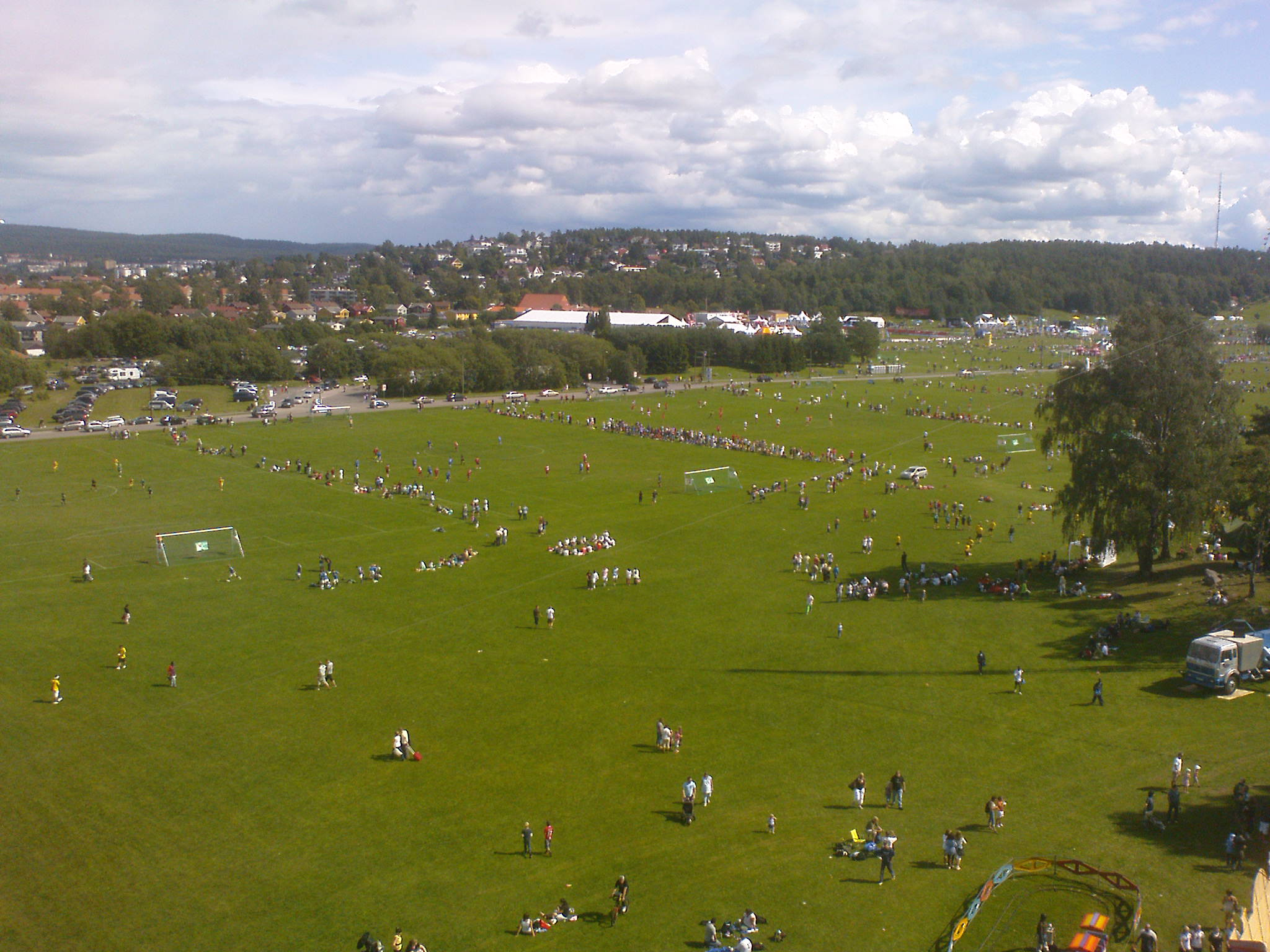
Utkání dorostenců v kopané Norway Cup konané na temeni Ekebergu, 2009
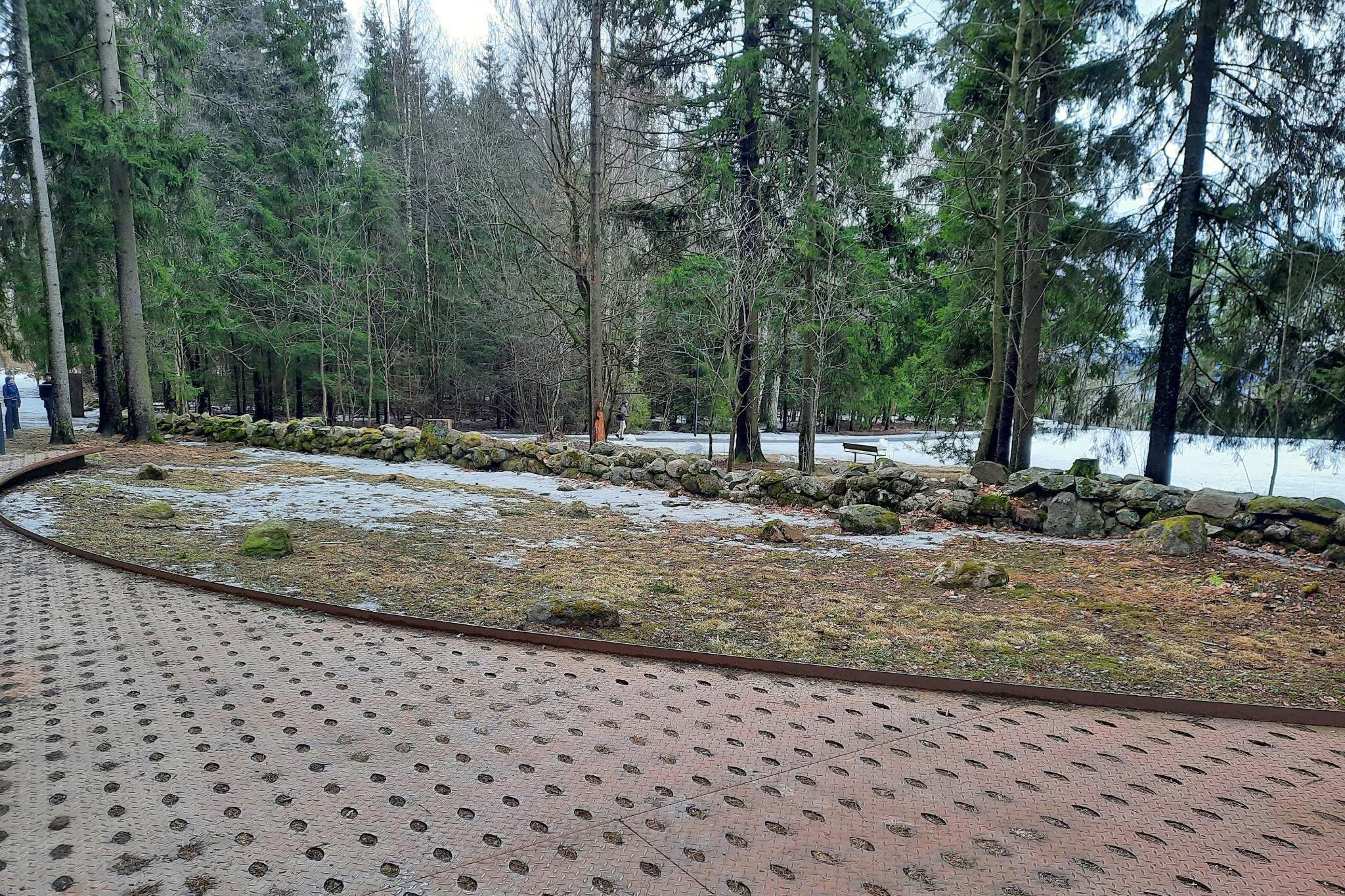
Pohřebiště ve tvaru lodi
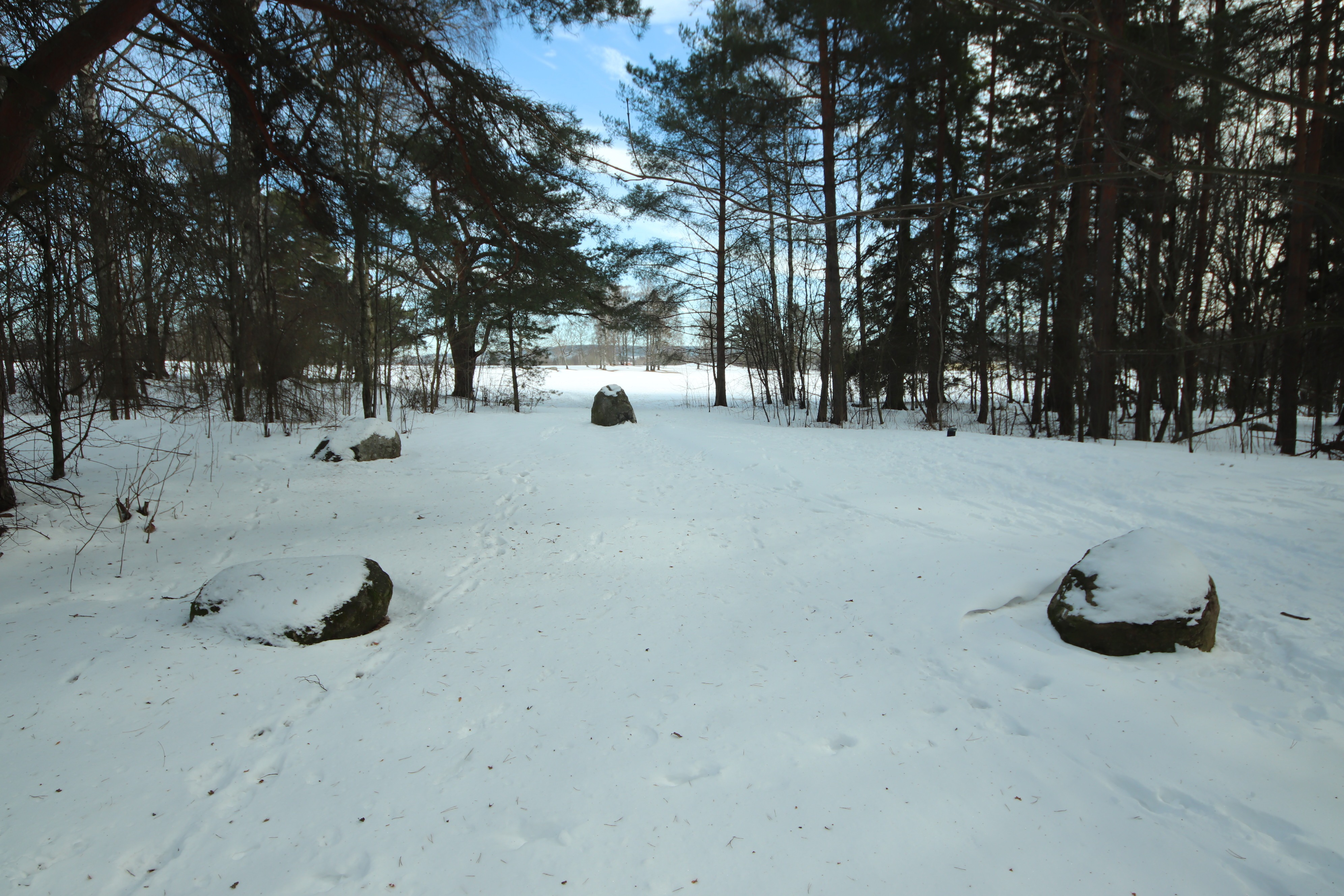
Kamenný kruh na Ekebergu.
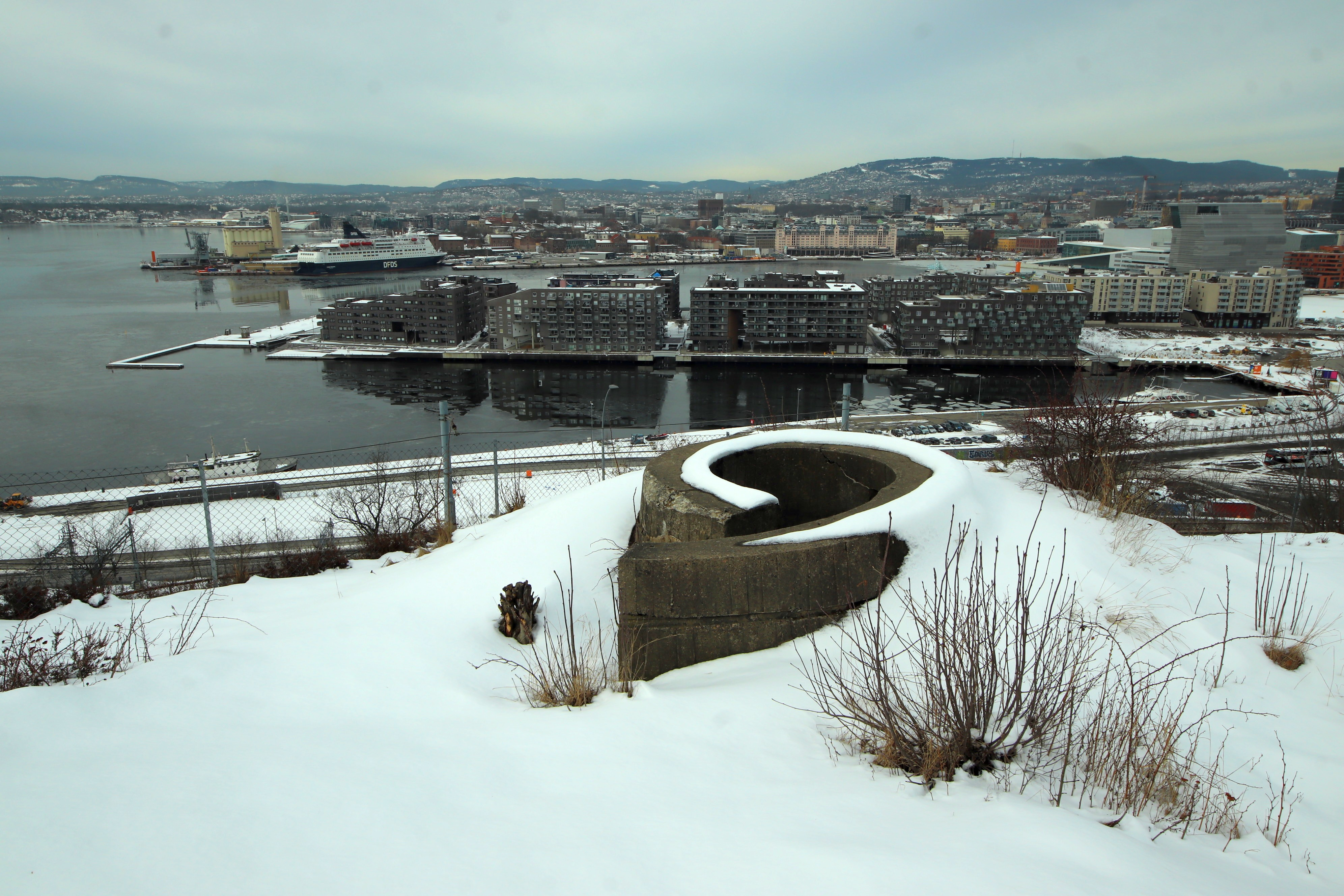
Výhled z Ekebergu na nově budovanou přístavní čtvrť Sørenga. V popředí pozůstatek patrně vidové hlásky.
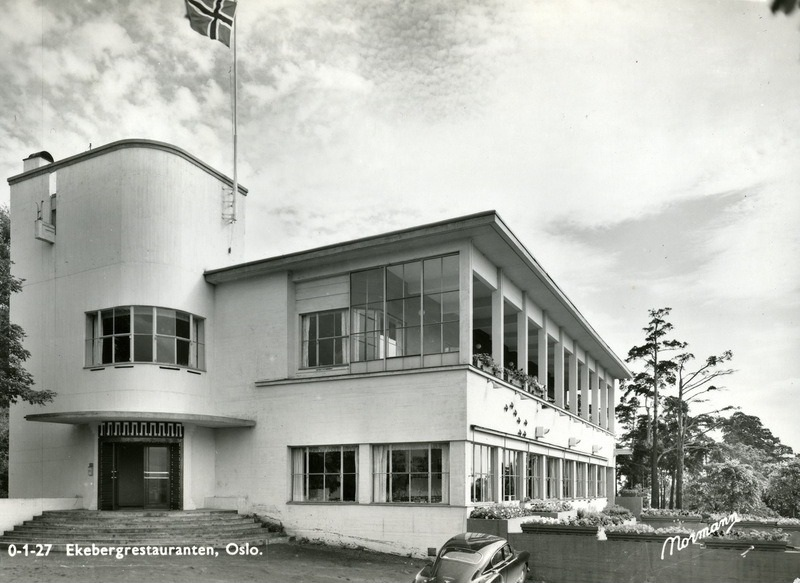
Pohlednice s motivem ekebergské restaurace, 50. léta
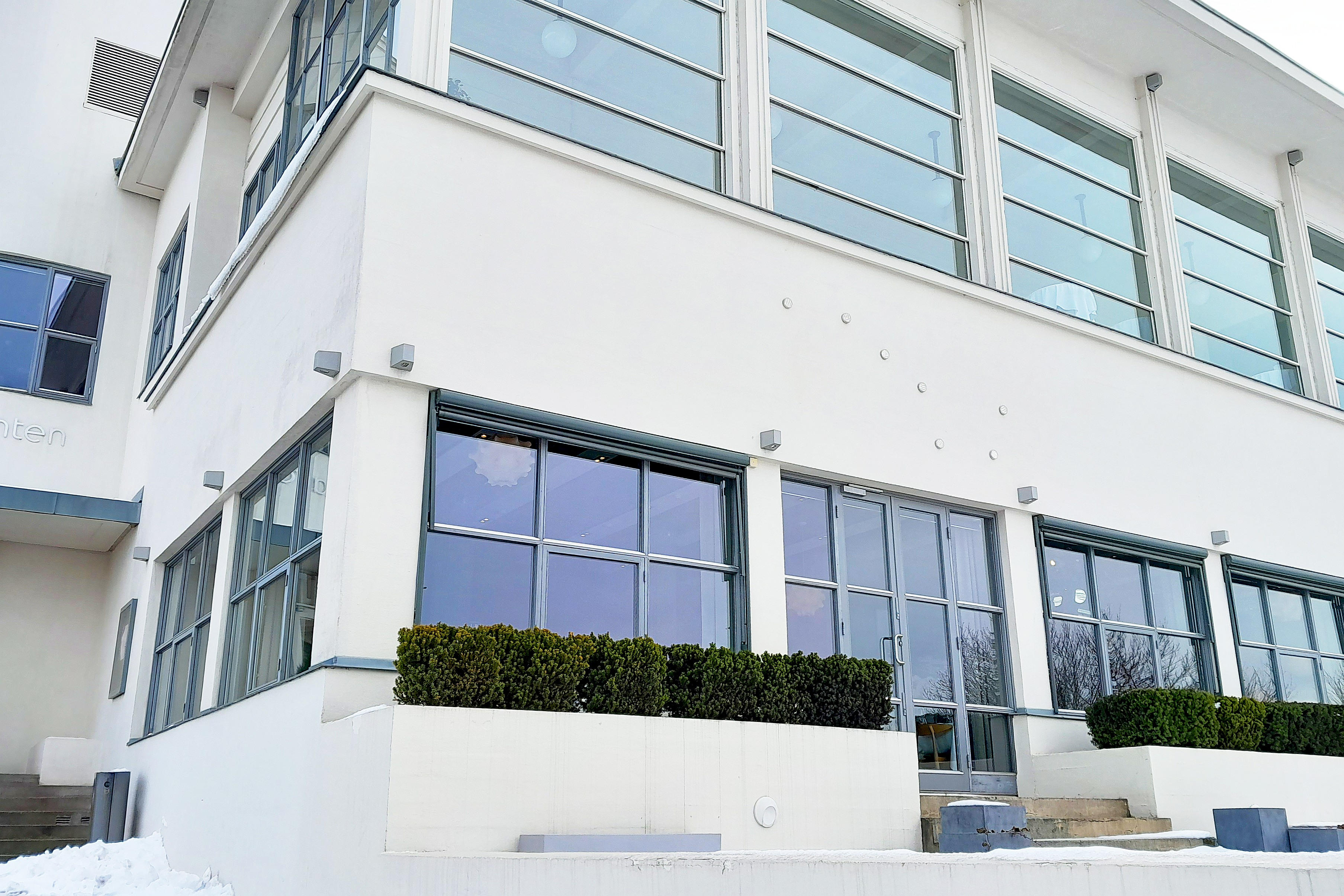
Průčelí restaurace s motivem souhvězdí Velkého vozu